# Airbus A380
L'Airbus A380 è un aereo di linea quadrimotore a doppio ponte prodotto da Airbus, in grado di trasportare 853 persone in versione charter oppure 525 nella tipica configurazione a tre classi. Il primo volo di prova è avvenuto il 27 aprile 2005. La prima consegna è stata effettuata il 15 ottobre 2007 alla compagnia aerea Singapore Airlines, che il 25 ottobre ha realizzato il primo volo commerciale, da Singapore a Sydney. L'utilizzatore principale è Emirates (compagnia aerea di bandiera degli Emirati Arabi Uniti).
L'A380, noto per molti anni durante la sua fase di sviluppo come Airbus A3XX, è tra i più grandi aerei di linea di sempre come dimensioni: lo superano in lunghezza solo il Boeing 777X, il Boeing 747-8I, l'Airbus A340-600, il Boeing 777-300 (in versione standard ed Extended Range) e l'A350-1000, rispettivamente di 4/3,4/2,6/2,2 e 1,22 metri. L'A380 è invece il primo per numero massimo di passeggeri e di peso.
L'aereo è stato presentato con una grande cerimonia a Tolosa il 18 gennaio 2005. L'apparecchio svelato al pubblico nella fabbrica francese era denominato MSN001 (Manufacturer's Serial Number 001) e registrato come F-WWOW.
Dopo le prime prove con il solo equipaggio, il 4 settembre 2006 è decollato da Tolosa il primo volo con passeggeri a bordo con l'obiettivo di testare le condizioni di comfort all'interno dell'aereo. I 474 passeggeri "cavie" erano dei dipendenti dell'Airbus che si erano offerti come volontari. Questa prima simulazione di un volo di linea, con arrivo allo stesso aeroporto di Tolosa Blagnac, è durata circa sette ore e ha avuto un grande riscontro dai dipendenti.
Il 14 febbraio 2019 è stato annunciato ufficialmente che la produzione sarebbe cessata nel corso del 2021, con la consegna degli ultimi esemplari a Emirates. La decisione deriva dalla scelta della stessa compagnia degli Emirati Arabi di ridimensionare il suo ordine complessivo da 162 a 120 esemplari, preferendo il nuovo e più efficiente bimotore A350-900.

## Storia del progetto

### Contesto
Negli anni precedenti alla decisione di iniziare il progetto, sia Airbus sia i loro principali concorrenti, Boeing ed Embraer, hanno compiuto molti sforzi nel valutare il mercato degli aerei di linea molto grandi. Anche se entrambe hanno fatto dichiarazioni contrastanti di tanto in tanto, la tacita ma chiara opinione comune era che solo uno dei due costruttori avrebbe potuto trarre adeguato profitto dal mercato degli aerei da 600/800 posti. Entrambe le aziende sapevano del rischio imprenditoriale costituito dal dividersi un mercato del genere, visione fornita dall'esordio simultaneo del Douglas DC-10 e del Lockheed L-1011 Tristar negli anni settanta: trimotori di dimensioni simili che avrebbero tratto larghi guadagni dallo spazio di mercato disponibile tra il Douglas DC-8 e il Boeing 747, se solo il concorrente non si fosse preso l'altra metà del mercato. Avendo visto prima Lockheed Corporation e quindi Douglas affrontare difficoltà finanziarie ed essere quindi costrette a chiedere aiuti governativi e quindi a uscire dal mercato aereo civile, Airbus e Boeing erano molto consce che la decisione di costruire un aereo di linea da 600 posti non doveva essere presa alla leggera. Airbus propose inizialmente a Boeing un'offerta di sviluppo congiunto dell'aereo, ma questa rifiutò l'invito. La compagnia di Seattle probabilmente aveva temuto che un aereo più grande avrebbe minacciato le vendite del suo 747-400.
Nessuno dei due costruttori poteva permettersi i costi enormi di sviluppo di un aereo completamente nuovo, specialmente delle dimensioni di quello che poi sarebbe diventato l'A380, a meno che non ci fosse una ragionevole aspettativa di avere accesso esclusivo a quel segmento di mercato – e nessuno dei due poteva permettersi di non sviluppare un 600 posti se l'altro vi avesse rinunciato. Non fare niente avrebbe significato cedere la leadership del mercato alla concorrenza.
Il vantaggio iniziale era dalla parte della Boeing. Il 747, benché progettato negli anni sessanta, era stato tenuto aggiornato ed era più grande del maggiore dei jet della Airbus, l'A340. Per molte compagnie aeree, la grossa "taglia" del 747 lo rendeva un acquisto obbligato per le rotte a più alta densità, e i vantaggi nei costi dati dalla flotta monomarca erano un incentivo a comprare anche Boeing più piccoli. C'era ancora spazio per allungare il 747-400 e mantenere un ragionevole costo posti/distanza, mentre l'A340, nella versione A340-600, aveva raggiunto il suo limite massimo.

### Costo totale di sviluppo
Nel 2000, il costo previsto era di 9,5 miliardi di euro. Nel 2004, Airbus ha stimato che sarebbe stato necessario aggiungere 1,5 miliardi di euro, per un totale dei costi di sviluppo di 10,3 miliardi. Nel 2006, ha smesso di pubblicare aggiornamenti dopo aver raggiunto i 10,2 miliardi; successivamente ne ha stanziati altri 4,9, dopo le difficoltà nel cablaggio elettrico e il ritardo di due anni, per un totale stimato di 18 miliardi di euro.
Nel 2014, si è stimato che i costi di progettazione siano arrivati a toccare i 25 miliardi di euro. Nel 2015, Airbus ha invece dichiarato che i costi si sono aggirati intorno ai 15 miliardi, sebbene gli analisti abbiano ritenuto che la cifra sia stata abbassata di 5 miliardi, per un totale di 20. Nel 2016, i costi di sviluppo dell'A380 sono stati stimati in 25 miliardi.
Per avviare il programma nel 2000, i governi di Germania, Francia e Regno Unito hanno prestato ad Airbus 3,5 miliardi di euro, e gli anticipi hanno raggiunto i 5,9 miliardi di euro. Nel febbraio 2018, dopo che un ordine di Emirates non ha garantito la redditività del programma per i successivi dieci anni, Airbus ha rivisto il suo accordo con i tre governi per risparmiare 1,3 miliardi di euro: condizioni ristrutturate, per abbassare il tasso di produzione da otto a sei all'anno.
Il 15 maggio 2018, al termine di un processo di appello richiesto dall'UE, la sentenza del WTO ha concluso che l'A380 ha ricevuto sussidi impropri per più di 8 miliardi di euro al lancio; Airbus, in sua difesa, ha riconosciuto che la minaccia rappresentata dall'A380 a Boeing è stata molto marginale, in quanto erano stati ricevuti solo 330 ordini dal suo lancio nel 2000. Le sanzioni statunitensi avrebbero dovuto quindi essere minime, in quanto le precedenti sentenze hanno dimostrato che le perdite di Boeing sono state inferiori a 350 milioni di euro.
Nel febbraio 2019, il governo tedesco ha rivelato che stava conducendo colloqui con Airbus per un prestito da 600 milioni di euro. A seguito della decisione di cessare il programma A380, l'UE sostiene che i sussidi in vigore non esistono più e che le sanzioni non sono giustificate.

La mappa di produzione, logistica e assemblaggio delle parti dell'Airbus A380

### Produzione
Le principali sezioni strutturali dell'A380 sono costruite in Francia, Germania, Spagna e Regno Unito. A causa delle grandi dimensioni delle sezioni, i metodi di trasporto tradizionali si sono rivelati inutilizzabili, quindi sono portate nel sito di assemblaggio dello stabilimento Jean-Luc Lagardère a Tolosa, in Francia, mediante trasporti specializzati su strada e acqua, sebbene alcune parti siano spostate dall'A300-600ST Beluga, un aereo da trasporto della stessa Airbus. I componenti per l'A380 sono inviati da fornitori di tutto il mondo; i quattro maggiori contribuenti, in valore, sono Rolls-Royce, Safran, United Technologies e General Electric.
Per il movimento superficiale di grandi componenti strutturali, è stato sviluppato un percorso noto come "Itinéraire à Grand Gabarit". Ciò ha comportato la composizione di una flotta di navi e chiatte roll-on/roll-off (RORO), la costruzione di strutture portuali adeguate e lo sviluppo di nuove e la modifica di strade per ospitare convogli stradali di grandi dimensioni. Le sezioni di fusoliera anteriore e posteriore vengono spedite su una delle tre navi RORO da Amburgo, nel Nord della Germania, a Saint-Nazaire, in Francia. Un'altra nave viaggia attraverso Mostyn nel Regno Unito, dove vengono caricate le ali. Queste sono prodotte a Broughton, nel Galles del Nord, quindi trasportate da chiatte ai moli di Mostyn per il successivo trasporto navale.
A Saint-Nazaire, la nave scambia le parti di fusoliera provenienti da Amburgo con sezioni più grandi e assemblate, alcune delle quali includono anche il muso. La nave scarica poi a Bordeaux, quindi si reca a Cadice, nel Sud della Spagna, dove raccoglie sezioni di fusoliera inferiore e di coda dalla Construcciones Aeronáuticas e le porta a Bordeaux. Da lì, le parti dell'A380 vengono trasportate da chiatte a Langon, poi da convogli stradali di grandi dimensioni fino alla sala assemblaggio di Tolosa. Per evitare danni causati dalla movimentazione diretta, le parti sono fissate in maschere personalizzate e trasportate su veicoli autoalimentati su ruote.
Dopo l'assemblaggio, l'aereo viene trasportato all'aeroporto di Amburgo-Finkenwerder per il montaggio degli interni e la pittura della livrea. Airbus ha dimensionato gli impianti di produzione e la catena di approvvigionamento per un tasso di produzione di quattro A380 al mese.

### Collaudi
Cinque velivoli sono stati costruiti a scopo di test e dimostrazione. Il primo A380, registrato F-WWOW, è stato presentato a Tolosa il 18 gennaio 2005. Volò per la prima volta il 27 aprile 2005. L'aereo, alimentato da motori Rolls-Royce Trent 900, volò dall'aeroporto di Tolosa-Blagnac con un equipaggio di sei persone, guidato dal capo collaudatore Jacques Rosay. Rosay disse che volare sull'A380 era stato "come andare in bicicletta".
Il 1º dicembre 2005, l'A380 ha raggiunto la massima velocità di Mach 0,96 (quella di crociera è di Mach 0,85) durante alcuni collaudi in picchiata. Nel 2006, ha effettuato il suo primo test di operazioni da un aeroporto situato a elevata altitudine, presso l'aeroporto di Addis Abeba-Bole. Altre prove sono state fatte presso lo stesso aeroporto nel 2009. Il 10 gennaio 2006, è stato portato all'aeroporto internazionale José María Córdova, in Colombia, per l'esecuzione di test transatlantici, per poi recarsi all'aeroporto di Bogotà-El Dorado allo scopo di testare il funzionamento dei motori in aeroporti posti a quote elevate sopra il livello del mare. È arrivato in Nord America il 6 febbraio 2006, atterrando a Iqaluit, Nunavut, in Canada, per alcuni test nella stagione fredda.
Il 14 febbraio 2006, durante il test distruttivo di certificazione di resistenza dell'ala, effettuato sul MSN5000, l'ala dell'A380 non ha superato la resistenza del 145% rispetto al carico limite, un livello inferiore al 150% richiesto. Airbus ha annunciato modifiche che aggiungono 30 kg all'ala per fornire la forza richiesta. Il 26 marzo 2006, l'A380 è stato sottoposto alla certificazione di evacuazione ad Amburgo. Con 8 delle 16 uscite arbitrariamente bloccate, 853 passeggeri misti e 20 membri dell'equipaggio sono usciti dall'aereo in 78 secondi, meno dei 90 richiesti per la certificazione. Tre giorni dopo, l'A380 ha ricevuto l'approvazione dell'Agenzia europea per la sicurezza aerea (EASA) e della Federal Aviation Administration (FAA) degli Stati Uniti per trasportare fino a 853 passeggeri.
Il primo A380 spinto da motori GP7200 - numero di serie MSN009 e registrazione F-WWEA - volò il 25 agosto 2006. Il 4 settembre 2006 ha avuto luogo il primo test di volo completo per il trasporto di passeggeri. L'aereo ha volato da Tolosa con 474 dipendenti Airbus a bordo, in una prova di struttura e comfort. Nel novembre 2006, un'ulteriore serie di voli di prova ha dimostrato le prestazioni dell'aeromobile per 150 ore di volo nelle condizioni operative tipiche delle compagnie aeree. Al 2014, l'aeromobile di prova continua a svolgere le procedure di test.
Airbus ha ottenuto i certificati per i modelli A380-841 e A380-842 dall'AESA e dalla FAA il 12 dicembre 2006, in una cerimonia congiunta presso la sede francese della società, che ha ricevuto il codice ICAO A388. Il modello A380-861 è stato aggiunto il 14 dicembre 2007.

### Ritardi in produzione e consegne
La produzione iniziale dell'A380 fu affetta da ritardi attribuiti ai 530 km di cablaggio per ciascun aereo. Airbus ha citato come causa la complessità del cablaggio della cabina (98 000 fili e 40 000 connettori), la sua progettazione e produzione simultanee, l'alto grado di personalizzazione per ciascuna compagnia aerea e i guasti nella gestione della configurazione e nel controllo delle modifiche. Le strutture Airbus tedesche e spagnole hanno continuato a utilizzare CATIA versione 4, mentre i siti inglesi e francesi sono passati alla versione 5. Ciò ha causato, almeno in parte, problemi generali di gestione della configurazione poiché i cablaggi fabbricati utilizzando conduttori in alluminio anziché in rame necessitavano di regole di progettazione speciali, tra cui dimensioni e raggi di curvatura non standard; questi non sono stati facilmente trasferiti tra le versioni del software.
Airbus annunciò il primo ritardo nel giugno 2005 e notificò alle compagnie aeree che le consegne sarebbero state ritardate di sei mesi. Ciò ha ridotto il numero totale di consegne pianificate entro la fine del 2009 da circa 120 a 90-100. Il 13 giugno 2006, Airbus ha annunciato un secondo ritardo di consegna di altri 6-7 mesi. Sebbene la prima consegna fosse ancora prevista entro la fine del 2006, le consegne nel 2007 sarebbero scese a soli 9 velivoli e le consegne entro la fine del 2009 sarebbero state ridotte a 70-80. L'annuncio ha causato un calo del 26% del prezzo delle azioni di EADS, e ha portato al licenziamento del CEO di EADS, Noël Forgeard, del CEO di Airbus, Gustav Humbert, e del responsabile del programma A380, Charles Champion. Il 3 ottobre 2006, al termine di una revisione del programma, il CEO di Airbus, Christian Streiff, ha annunciato un terzo ritardo, spingendo la prima consegna a ottobre 2007, alla quale ne seguiranno 13 nel 2008, 25 nel 2009 e il tasso di produzione completo di 45 aeromobili a partire dal 2010. Il ritardo ha inoltre aumentato la carenza di utili prevista da Airbus fino al 2010 a 4,8 miliardi di euro.
Poiché Airbus ha dato la priorità al lavoro sull'A380-800 rispetto all'A380F, gli ordini della versione cargo sono stati annullati da FedEx e UPS, o convertiti in A380-800 da Emirates e ILFC. Di conseguenza, Airbus sospese il lavoro sulla versione merci, ma disse che sarebbe rimasta nei piani di offerta, sebbene senza una data certa di entrata in servizio. Per la versione passeggeri, Airbus ha negoziato un programma di consegna rivisto e un risarcimento ai 13 clienti, che hanno mantenuto gli ordini e ne hanno aggiunti di nuovi, tra cui Emirates, Singapore Airlines, Qantas, Air France, Qatar Airways, e Korean Air.
A partire dal 2007, l'A380 era considerato un potenziale sostituto dell'attuale Boeing VC-25 che funge da aereo presidenziale per gli Stati Uniti d'America, ma nel gennaio 2009 EADS ha dichiarato di non aver proposto nessuna offerta, poiché assemblare solo tre aerei negli Stati Uniti non avrebbe avuto senso dal punto di vista economico.
Il 13 maggio 2008, Airbus annunciò consegne ridotte per gli anni 2008 (12) e 2009 (21). Dopo ulteriori battute d'arresto nella produzione, annunciò il suo piano di consegnare 14 A380 nel 2009, in calo rispetto all'obiettivo già precedentemente rivisto. Alla fine, nel 2009 furono consegnati in totale solo 10 A380. Nel 2010 ne furono consegnati 18 dei 20 previsti, a causa di problemi di disponibilità dei motore Rolls-Royce. Airbus pianificò di consegnare "tra 20 e 25" A380 nel 2011 prima di salire a tre al mese nel 2012. Ne furono consegnate 26 unità, superando così le previsioni, per la prima volta. A partire da luglio 2012, la produzione fu di 3 aerei al mese.

### Alimentazione a idrogeno liquido
Nel marzo 2023 Airbus ha annunciato che sta lavorando a due A380 da 100 e 200 posti (contro i 520/850 del modello tradizionale), modificati per ospitare i serbatoi di idrogeno liquido. Airbus ha pianificato i test nel 2026 e la messa in servizio nel 2035.

## Tecnica

Sezione della cabina

Il nuovo Airbus era inizialmente previsto in due versioni: l'A380-800 capace di portare 525 passeggeri nella configurazione a 3 classi standard per 15 200 km, e l'A380-800F da trasporto merci, in grado di trasportare 150 tonnellate di carico per 5 600 miglia nautiche (10 400 km). Tuttavia, a causa delle difficoltà e dei ritardi avvenuti durante la produzione dei primi esemplari della versione passeggeri, lo sviluppo della versione cargo fu prima ritardato e poi sospeso e cancellato a causa della revoca di tutti i 27 ordini effettuati da UPS e FedEx. Una versione -900, in grado di trasportare oltre 600 passeggeri in una configurazione a 3 classi, fu ipotizzata dagli esperti, ma Airbus non ne annunciò mai lo sviluppo.

### Cellula

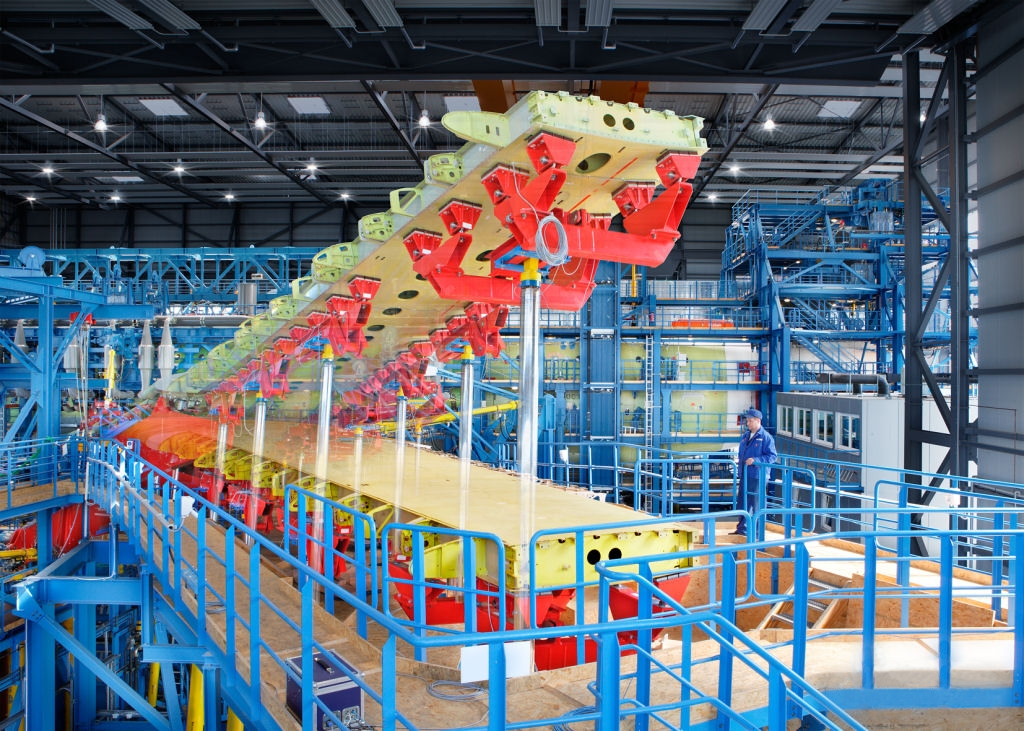
Una prova di carico strutturale sulla wingbox della semiala sinistra

La maggior parte della fusoliera è costituita da leghe di alluminio, con i materiali compositi che ne costituiscono circa il 20%. La plastica rinforzata con fibra di carbonio, con fibra di vetro e con fibra di quarzo è ampiamente utilizzata in ali, sezioni di fusoliera (come il telaio e l'estremità posteriore), superfici di coda e porte. L'A380 è il primo aereo di linea commerciale ad avere una wingbox in plastica rinforzata con fibra di carbonio. È anche il primo ad avere una sezione trasversale dell'ala uniformemente sagomata. Le ali degli altri aerei di linea sono suddivise in varie parti. Questa sezione trasversale continua e scorrevole riduce la resistenza aerodinamica. Polimeri termoplastici vengono utilizzati negli slat. Il materiale laminato ibrido in fibra di metallo GLARE (vetro laminato alluminio rinforzato con resina epossidica) viene utilizzato nella fusoliera superiore e sui bordi di appoggio degli stabilizzatori. Questo laminato in fibra di vetro di alluminio è più leggero e ha una migliore resistenza alla corrosione e agli urti rispetto alle leghe di alluminio convenzionali utilizzate nell'aviazione. A differenza di tutti gli altri materiali compositi di uso aeronautico, il GLARE può essere riparato utilizzando le tecniche di riparazione convenzionali dell'alluminio. L'applicazione di GLARE sull'A380 ha una lunga storia, che mostra la natura complessa delle innovazioni nel settore aeronautico.
Nuove leghe di alluminio saldabili sono utilizzate nella cellula dell'A380. Ciò consente l'uso diffuso delle tecniche di fabbricazione della saldatura laser, eliminando file di rivetti e dando luogo a una struttura più leggera e più forte. Alluminio ad alta resistenza (tipo 7449), rinforzato con fibra di carbonio è stato utilizzato nei supporti alari dei primi 120 A380 per ridurre il peso. Dopo la scoperta di crepe, i successivi supporti saranno realizzati in alluminio 7010, aumentando il peso di 90 kg. I costi di riparazione per gli aeromobili precedenti si aggirano intorno ai 500 milioni di euro (629 milioni di dollari USA).
La superficie esterna ha un'area di 3 100 m²; per verniciarla occorrono 3 600 litri di pigmento. La vernice ha uno spessore di cinque strati e pesa circa 650 kg quando è asciutta.

### Motori
L'A380 venne offerto con i motori turboventola Rolls-Royce Trent 900 (A380-841 / -842) o Engine Alliance GP7000 (A380-861).

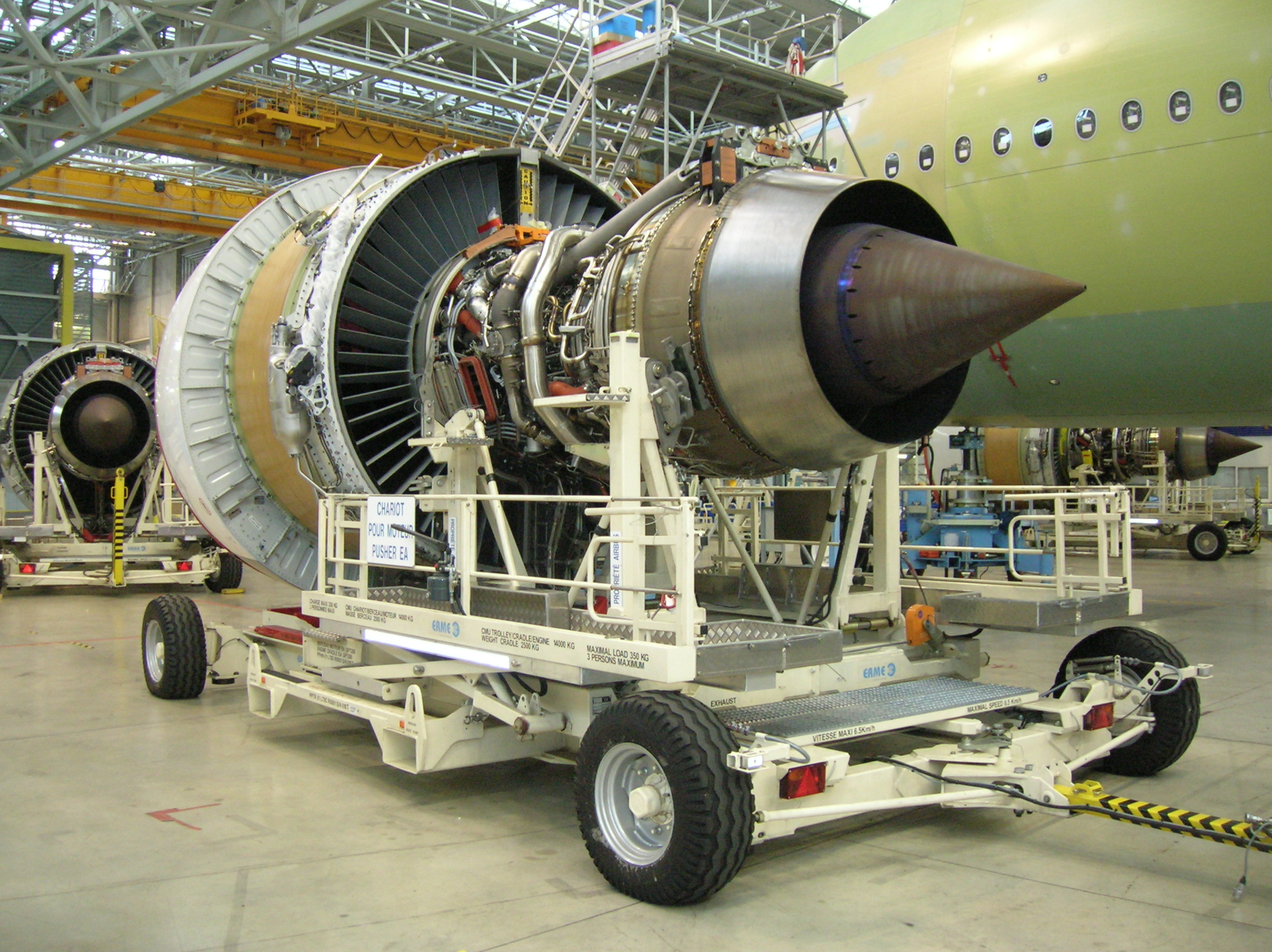
Un motore Engine Alliance GP7200 in attesa di essere installato sotto l'ala dell'A380

Il Trent 900 è una combinazione della ventola e del compressore IP del Trent 800 del Boeing 777, e del core del Trent 500 utilizzato sugli Airbus A340-500 e -600.
La tecnologia HP di base del GP7200 deriva dal GE90, le sue sezioni LP si basano sul PW4000.
Al suo lancio nel 2000, i produttori di motori assicurarono ad Airbus che stava ottenendo il miglior livello di tecnologia e che i propulsori forniti sarebbero stati all'avanguardia per il decennio successivo. Tuttavia, tre anni dopo, Boeing lanciò il 787 Dreamliner avente una tecnologia rivoluzionaria che garantiva un minore consumo di carburante (del 10%) rispetto alla generazione precedente, con lo sgomento di John Leahy, uno dei maggiori dirigenti di Airbus.
Grazie ai suoi moderni motori e ai miglioramenti aerodinamici, gli A380 di Lufthansa producono la metà del rumore di un Boeing 747-200 pur trasportando 160 passeggeri in più. Nel 2012, l'A380 ha ricevuto un premio dalla Noise Abatement Society.
L'aeroporto di Londra-Heathrow è una destinazione chiave per l'A380. L'aeromobile è al di sotto dei limiti di rumore in partenza, QC/2 e, in arrivo, QC/0,5, previsti dal sistema di conteggio Quota Count, stabilito dall'aeroporto. Le misurazioni sul campo suggeriscono comunque che i valori assegnati all'A380 potrebbe essere eccessivamente generosi rispetto al vecchio Boeing 747. Secondo le tasse di atterraggio di Heathrow, che presentano una componente riguardante il rumore prodotto, l'A380 è più economico rispetto a un Boeing 777-200 e -300, facendo risparmiare tra i 4 300 e i 5 200 dollari americani per atterraggio, corrispondenti, in 15 anni, a più di 15,3 milioni di dollari americani. Anche l'aeroporto di Tokyo-Narita presenta un sistema simile.

La capacità di frenatura è sufficiente da consentire l'installazione degli inversori di spinta solo sui motori interni alle ali. I motori esterni non ne sono equipaggiati, riducendo la quantità di detriti sollevati durante l'atterraggio. Gli inversori sono azionati elettricamente per risparmiare peso e per una maggiore affidabilità rispetto agli equivalenti pneumatici o idraulici.

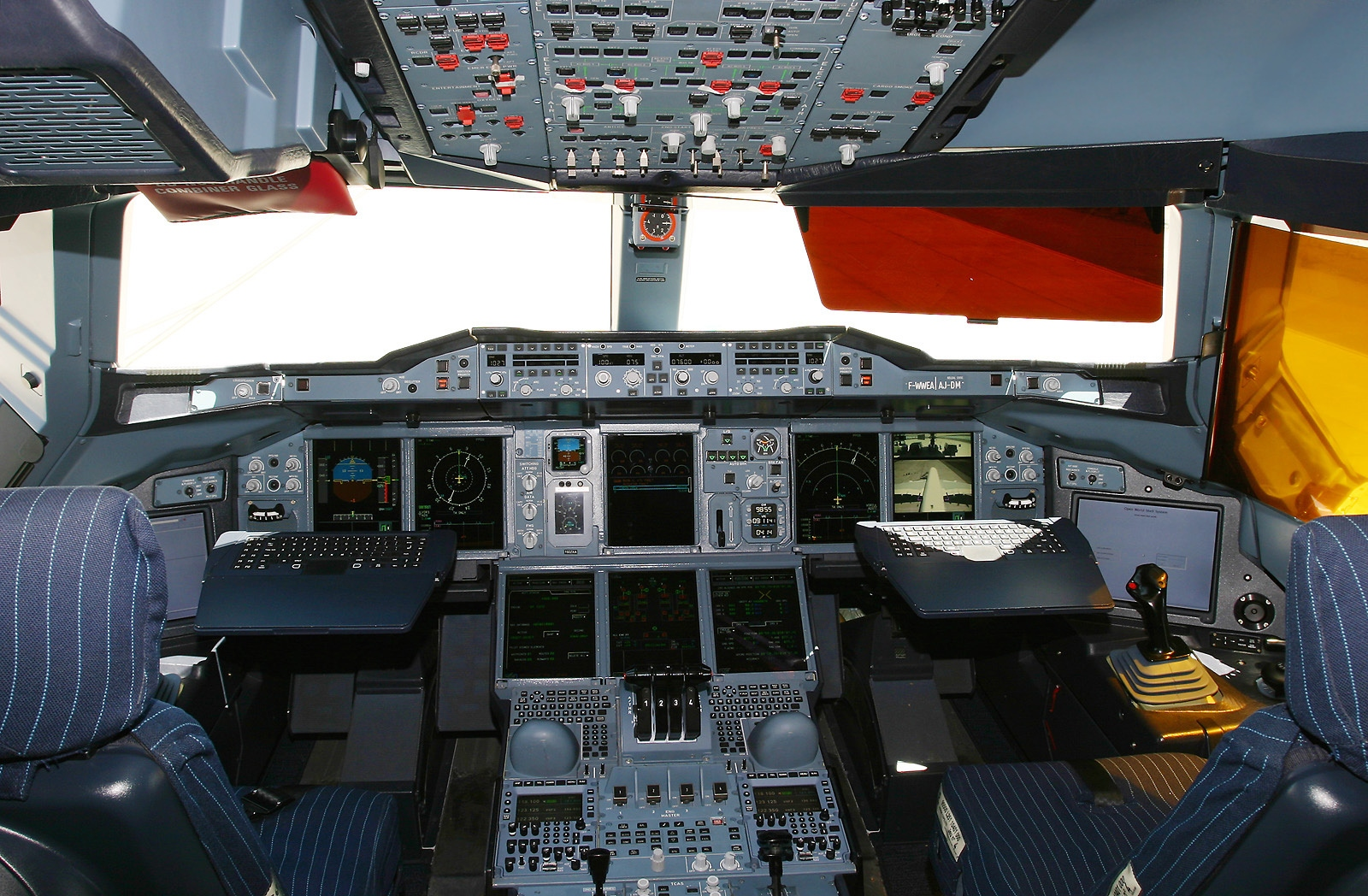
La cabina di pilotaggio

### Sistemi e impianti

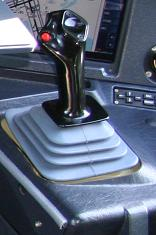
Side Stick di un A380

Gli attuatori di controllo di volo power-by-wire sono stati utilizzati per la prima volta nell'aviazione civile per fare da backup agli attuatori idraulici primari. Inoltre, durante alcune manovre, diventano attuatori primari. Hanno autonomi alimentatori idraulici ed elettrici. Attuatori elettroidrostatici (EHA) sono utilizzati negli alettoni e negli equilibratori, nei motori elettrici e idraulici degli slat e negli attuatori di backup elettrici (EBHA) per il timone e alcuni spoiler.
Il sistema idraulico è pressurizzato a 350 bar, differenza significativa rispetto ai sistemi impiegati sulla maggior parte degli aerei commerciali, che funzionano alla pressione di 210 bar. Utilizzata per la prima volta negli aerei militari, l'idraulica ad alta pressione riduce il peso e le dimensioni dei conduttori, degli attuatori e dei componenti correlati. La pressione di 350 bar è generata da otto pompe idrauliche. Le linee idrauliche sono in genere realizzate in titanio; il sistema è dotato di scambiatori di calore raffreddati sia ad aria sia a combustibile. I gruppi idraulici autonomi, alimentati elettricamente, fungono da backup per i sistemi primari in luogo di un sistema idraulico secondario, risparmiando peso e riducendo la manutenzione.
L'A380 utilizza quattro generatori elettrici a frequenza variabile da 150 kVA ed è dotato di cavi elettrici in alluminio anziché rame per ridurre il peso. Il sistema di alimentazione elettrica è completamente computerizzato e molti contatori e interruttori sono stati sostituiti da dispositivi a stato solido per prestazioni migliori e maggiore affidabilità.
L'alimentazione ausiliaria comprende l'unità di alimentazione ausiliaria (APU), la scatola di controllo elettronica (ECB) e l'hardware di montaggio. L'APU in uso sull'A380 è la PW 980A e fornisce principalmente aria per alimentare l'Analysis Ground Station (AGS) a terra e avviare i motori. L'AGS è un sistema di analisi semi-automatico dei dati di volo che consente di ottimizzare la gestione della manutenzione e ridurre i costi. L'APU alimenta anche generatori elettrici che forniscono energia ausiliaria al velivolo.

#### Avionica

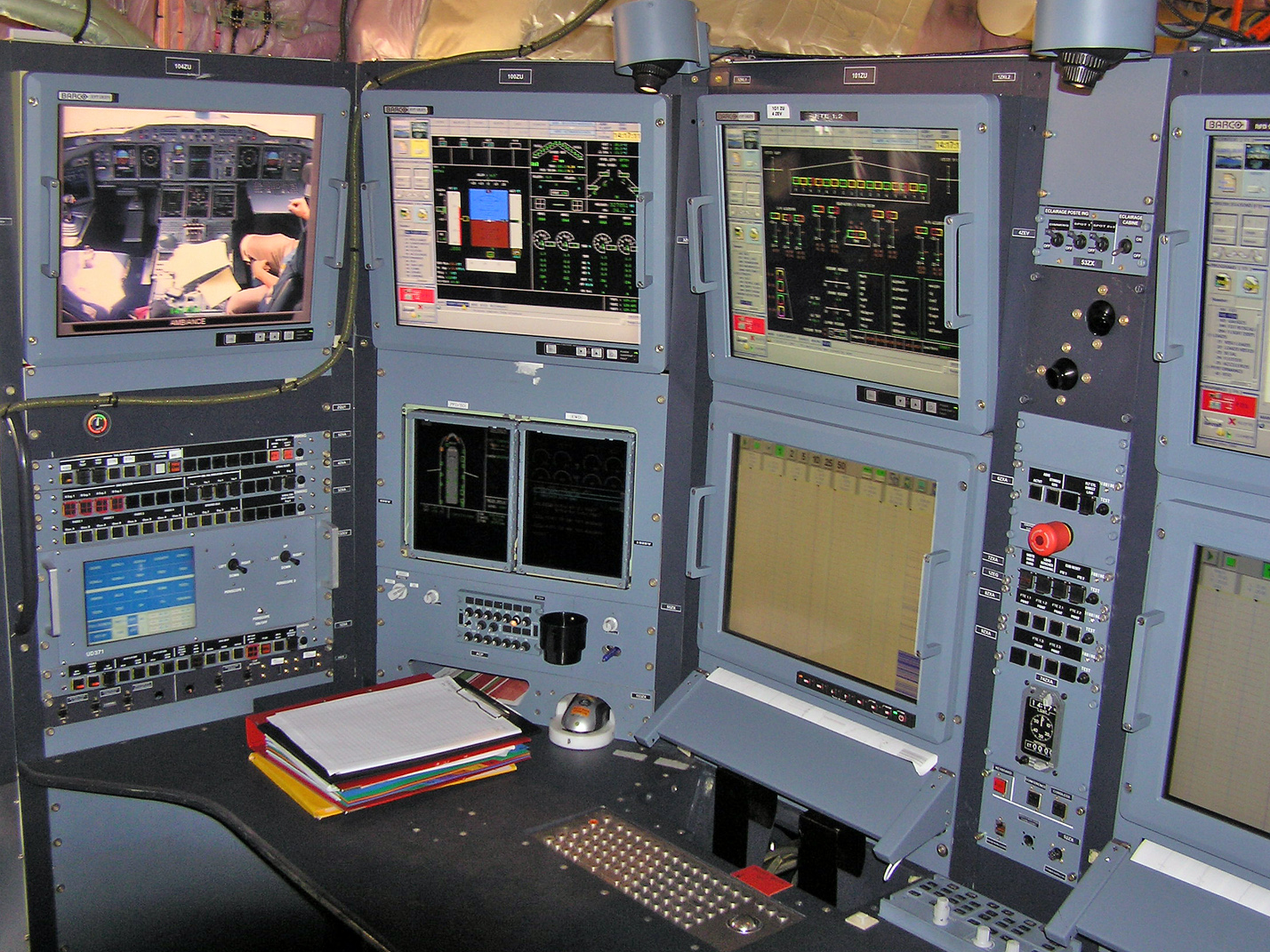
Postazione dell'ingegnere durante i test di volo dell'A380, posizionata sul ponte inferiore dell'aeromobile

L'A380 impiega un'architettura avionica modulare integrata (IMA), utilizzata per la prima volta in velivoli militari avanzati, come nei Lockheed Martin F-22 Raptor, nei Lockheed Martin F-35 Lightning II, e nei Dassault Rafale. I principali sistemi IMA sull'A380 sono stati sviluppati dal Gruppo Thales. Progettata e sviluppata da Airbus, Thales e Diehl Aerospace, la suite IMA è stata utilizzata per la prima volta sull'A380. La suite è un'innovazione tecnologica, con moduli di elaborazione in rete per supportare diverse applicazioni. L'A380 è il primo velivolo a impiegare la rete dati di bordo Avionics Full-Duplex Switched Ethernet (AFDX), implementazione del protocollo ARINC 664. Si tratta di una rete full duplex con topologia a stella basata su Fast Ethernet 100baseTX, in grado di creare collegamenti punto a punto tra le unità avioniche in modo virtuale. Ciò riduce la quantità di cablaggio richiesta e minimizza la latenza.
Airbus ha utilizzato layout, procedure e caratteristiche di guida simili ad altri aeromobili Airbus, riducendo i costi di addestramento dell'equipaggio. L'A380 presenta un glass cockpit migliorato, che utilizza controlli di volo fly-by-wire collegati ai side-stick. La cabina di pilotaggio ha otto display a cristalli liquidi da 15 x 20 cm, tutti fisicamente identici e intercambiabili; composto da due primary flight displays (PFD), due navigation displays (ND), un display dei parametri del motore, un display del sistema e due display multifunzione (MFD). Gli MFD furono introdotti sull'A380 per fornire un'interfaccia di facile utilizzo al sistema di gestione del volo, sostituendo tre unità di controllo e visualizzazione multifunzione. I monitor includono trackball e tastiere QWERTY, che si interfacciano con un sistema grafico di visualizzazione "punta e clicca".
Il Network Systems Server (NSS) è il cuore della cabina di pilotaggio paperless dell'A380; elimina manuali ingombranti e mappe tradizionali. La rete e il sistema server dell'A380 memorizzano i dati e offrono documentazione elettronica, fornendo un elenco delle attrezzature necessarie, carte di navigazione, calcoli delle prestazioni e un giornale di bordo degli aeromobili. Questo è accessibile tramite gli MFD e controllato tramite l'interfaccia della tastiera.

### Superfici alari
Le ali dell'A380 sono dimensionate per un peso massimo al decollo (MTOW) di oltre 650 tonnellate. L'apertura alare ottimale per questo peso è di circa 90 m (300 piedi), ma le restrizioni aeroportuali lo hanno limitato a meno di 80 m (260 piedi). Questo accorciamento ha ridotto le proporzioni a 7,8 e l'efficienza del carburante di circa il 10%, aumentando i costi operativi, dato che il carburante rappresenta circa il 50% del costo delle operazioni di volo a lungo raggio. Il design comune delle ali sacrifica l'efficienza del carburante sul modello passeggeri a causa del suo peso, ma Airbus stima che le dimensioni dell'aeromobile e la tecnologia avanzata forniranno costi operativi per passeggero inferiori rispetto ai 747-400. Le ali incorporano alette d'estremità che si estendono sopra e sotto la superficie dell'ala, simili a quelle dell'A310 e dell'A320, che aumentano l'efficienza e l'autonomia, riducendo la resistenza indotta. Queste, chiamate anche "Winglet", riducono la turbolenza di scia, che mette in pericolo gli aerei che lo seguono.

### Interni

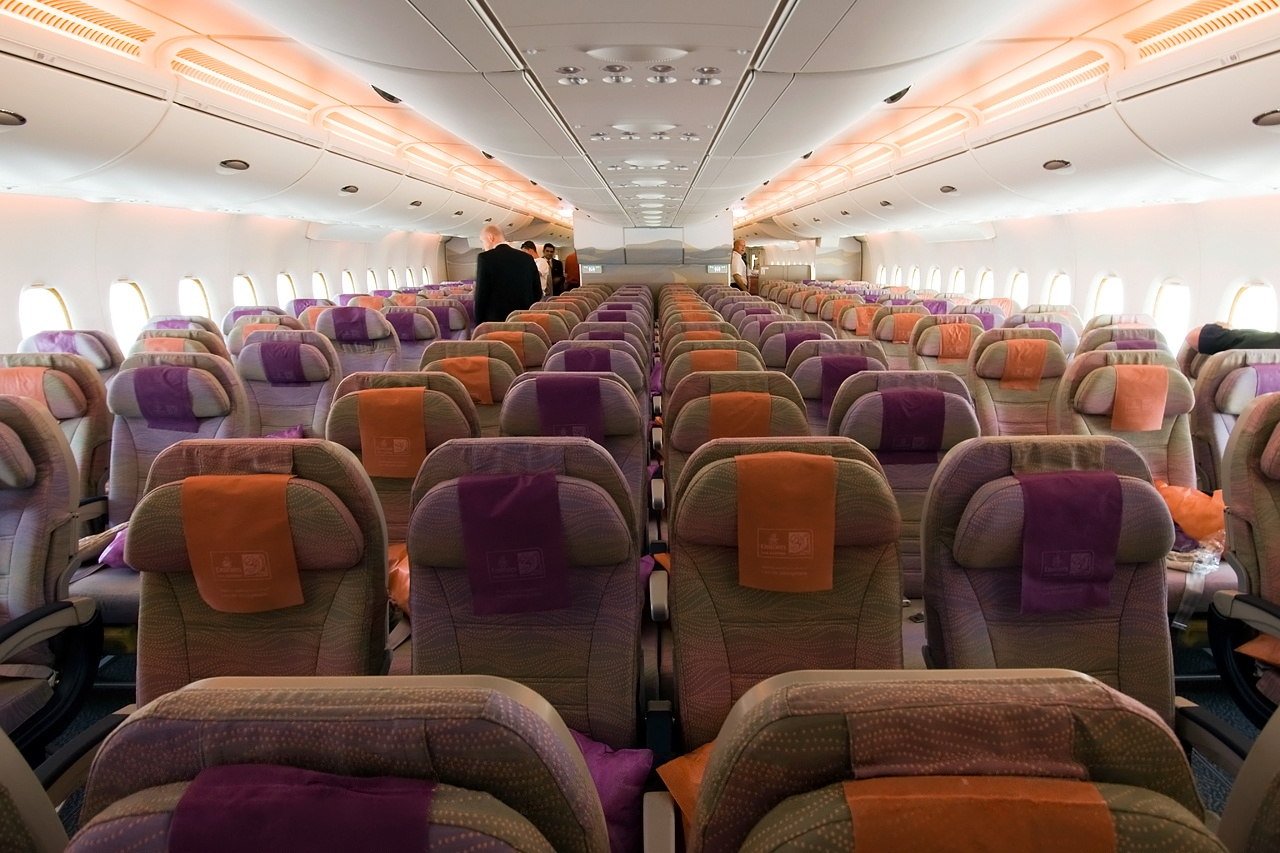
Classe economica di un Airbus A380 di Emirates.

La pubblicità iniziale, in particolare da parte delle compagnie aeree che l'hanno ordinato, ha evidenziato la capacità dell'A380 di fornire maggior spazio e comodità, con spazi da utilizzare come aree per il relax, bar, negozi e simili. In casi precedenti, simili predizioni erano state fatte quando venivano annunciati aerei nuovi e più grandi – il 747 ne è un ovvio esempio –, ma il modus operandi delle compagnie aeree è tale che questo spazio extra è stato quasi sempre utilizzato per posti aggiuntivi. Data la storia del trasporto aereo fino a oggi, il cambiamento chiave che l'A380 porta ai viaggiatori non è la maggiore comodità o la profusione di servizi a bordo, ma l'ampliamento di quella differenza che fece il 747: più posti e un minore costo in rapporto alla distanza. La capacità massima approvata è di 853 passeggeri: 315 sul ponte superiore e 538 sul ponte principale. Airbus indica come configurazioni tipiche: 544 posti in 4 classi o 555 posti in 3 classi (199 nel ponte superiore: 96 business e 103 economy; 356 nel ponte inferiore: 22 first e 344 economy). Si deve notare che, con 555 passeggeri, l'A380 porta un incremento di capacità del 35% rispetto al 747-400 con una configurazione standard a tre classi, mentre l'aereo dispone di quasi il 50% in più di spazio in cabina. Questo dovrebbe tradursi quanto meno in una classe economica più spaziosa, anche se le Compagnie potrebbero vedere questa come una configurazione ipotetica o di breve durata in considerazione dei loro piani economici. Nessun prezzo di listino era stato annunciato, ma secondo alcune fonti sarebbe stato spesso scontato per ordini sostanziosi, a circa 220 milioni di euro.

## Impiego operativo

### Entrata in servizio
Soprannominato Superjumbo, il primo A380, numero di serie (MSN) 003 e registrato 9V-SKA, fu consegnato a Singapore Airlines il 15 ottobre 2007 ed entrò in servizio il 25 ottobre 2007 con il numero di volo SQ380 tra Singapore e Sydney. I passeggeri acquistarono posti in un'asta di beneficenza online pagando tra 560 e 100 380 USD. Due mesi dopo, l'amministratore delegato di Singapore Airlines, Chew Choong Seng, dichiarò che l'A380 aveva prestazioni addirittura migliori di quelle che la Compagnia aveva previsto, consumando il 20% in meno di carburante per miglio rispetto alla sua flotta di 747-400. Tim Clark di Emirates affermò che l'A380 aveva un consumo di carburante migliore a Mach 0,86 rispetto a 0,83, e che la sua affidabilità tecnica era del 97%, la stessa di Singapore Airlines. Airbus si impegnò a raggiungere lo standard di settore del 98,5%.
Emirates fu la seconda compagnia aerea a ricevere l'A380, utilizzandolo per il servizio tra Dubai e New York nell'agosto 2008. Qantas seguì, con voli tra Melbourne e Los Angeles nell'ottobre 2008. Alla fine del 2008, 890 000 passeggeri avevano viaggiato su 2 200 voli.
Nel febbraio 2009, il milionesimo passeggero volò con Singapore Airlines e nel maggio di quell'anno 1 500 000 passeggeri avevano viaggiato su 4 200 voli. Air France ricevette il suo primo A380 nell'ottobre 2009. Lufthansa ricevette il suo primo nel maggio 2010. A luglio 2010, i 31 A380 in servizio avevano trasportato 6 milioni di passeggeri su 17 000 voli tra 20 destinazioni internazionali.
Airbus consegnò il 100º A380 il 14 marzo 2013 a Malaysia Airlines. Nel giugno 2014, oltre 65 milioni di passeggeri avevano volato su un A380, e oltre 100 milioni lo fecero (in media 375 per volo) entro settembre 2015. Nel 2014, Emirates dichiarò che la sua flotta A380 presentava fattori di carico del 90–100% e che la popolarità dell'aeromobile con i suoi passeggeri non era diminuita nell'ultimo anno.

### Integrazione con infrastrutture e regolamenti

#### Operazioni a terra

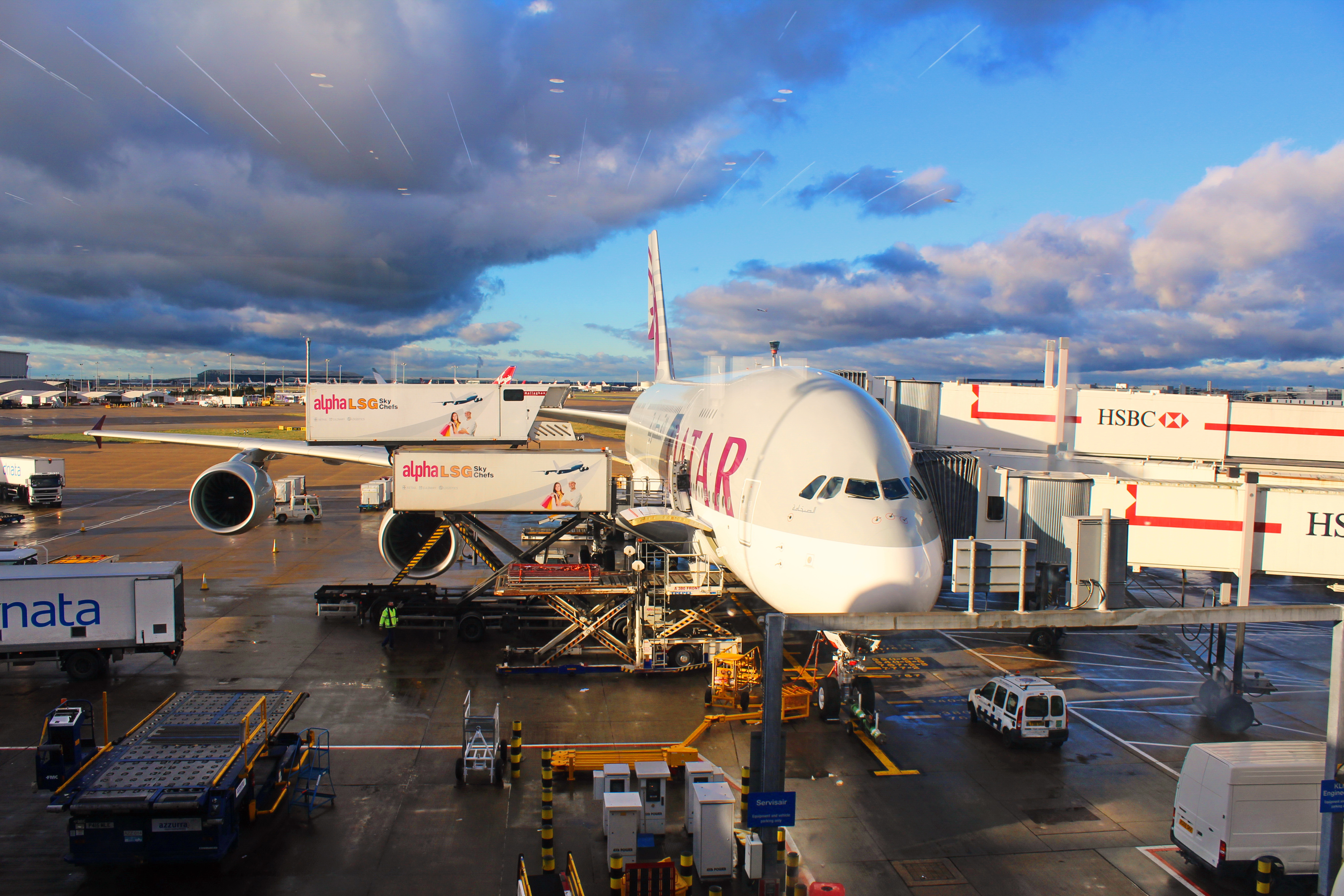
Fase di imbarco di un A380 con l'utilizzo di due jetways, una sul ponte superiore e una su quello inferiore

Negli anni 1990, i produttori di aeromobili avevano già in programma di introdurre aerei più grandi del Boeing 747, all'epoca il velivolo di linea più lungo in circolazione. In uno sforzo comune dell'Organizzazione internazionale dell'aviazione civile (ICAO) con i costruttori, aeroporti e agenzie affiliate, sono stati creati i cosiddetti "80-metre box", gate aeroportuali che consentono di ospitare velivoli con apertura alare o lunghezza fino a 80 metri. Airbus ha progettato l'A380 secondo queste linee guida e per operare in sicurezza su piste e taxyway del Gruppo V, ovvero quelle larghe 60 metri. La FAA americana inizialmente si era opposta, poi nel luglio 2007, insieme all'EASA, ha concordato di lasciare che l'A380 operi su piste di 45 m senza restrizioni. L'A380-800 è complessivamente circa il 30% più grande rispetto al 747-400. I dispositivi di illuminazione di pista e la segnaletica possono richiedere modifiche per garantire spazio alle ali ed evitare danni provocati dai motori. Potrebbe essere necessario rinforzare piste e taxyway per ridurre la probabilità di danni a oggetti estranei causati (o da) ai motori fuoribordo, che si trovano a più di 25 m dalla linea centrale dell'aeromobile, rispetto ai 21 del 747-400 e del 747-8.

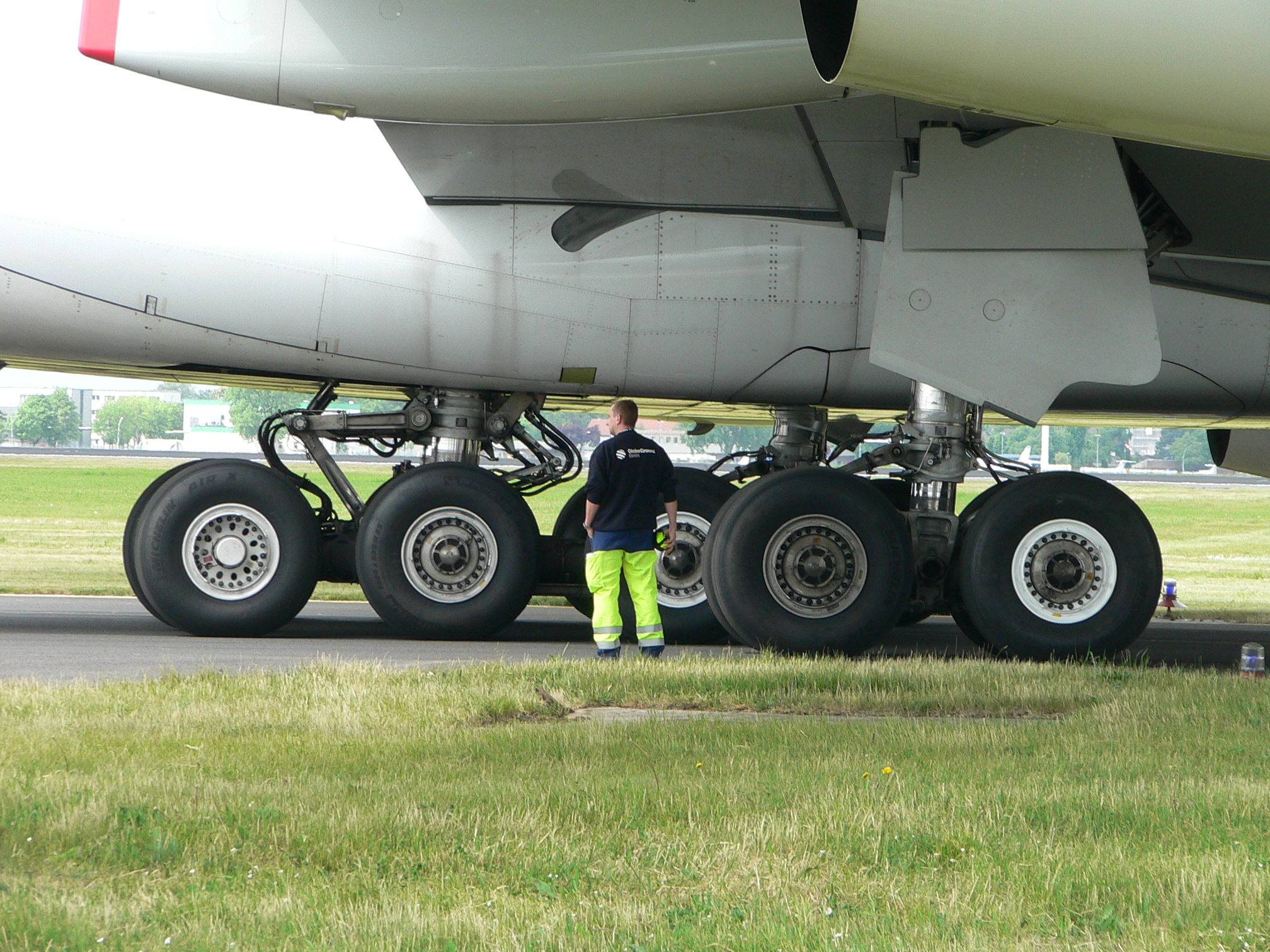
L'imponente carrello di atterraggio principale, composto da 20 ruote

Airbus ha misurato i carichi sull'asfalto utilizzando un banco di prova zavorrato da 540 tonnellate, progettato per replicare il carrello di atterraggio dell'A380. L'impianto è stato rimorchiato su una sezione di pavimentazione presso le strutture di Airbus che era stata dotata di sensori di carico integrati. È stato stabilito che la pavimentazione della maggior parte delle piste non dovrà essere rinforzata nonostante il peso più elevato, in quanto esso è distribuito su più ruote (22) rispetto ad altri aeromobili (il Boeing 747 ne ha 18), ovvero la sua pressione al suolo è inferiore. Il carrello dell'A380 è costituito da quattro sezioni nella parte principale e una in quella anteriore (uno schema simile al 747).
L'A380 richiede veicoli di servizio con sollevatori in grado di raggiungere il ponte superiore, nonché trattori in grado di gestire il suo peso. Quando si utilizzano due jetway, il tempo di imbarco è di 45 minuti, quando se ne utilizza uno aggiuntivo sul ponte superiore viene ridotto a 34 minuti. L'aereo ha un tempo di stazionamento aeroportuale di 90-110 minuti. Nel 2008, l'aereo usato in precedenza nei collaudi è stato utilizzato per testare le modifiche apportate a diversi aeroporti per adattarsi alle sue dimensioni.

#### Distanze tra decolli e atterraggi

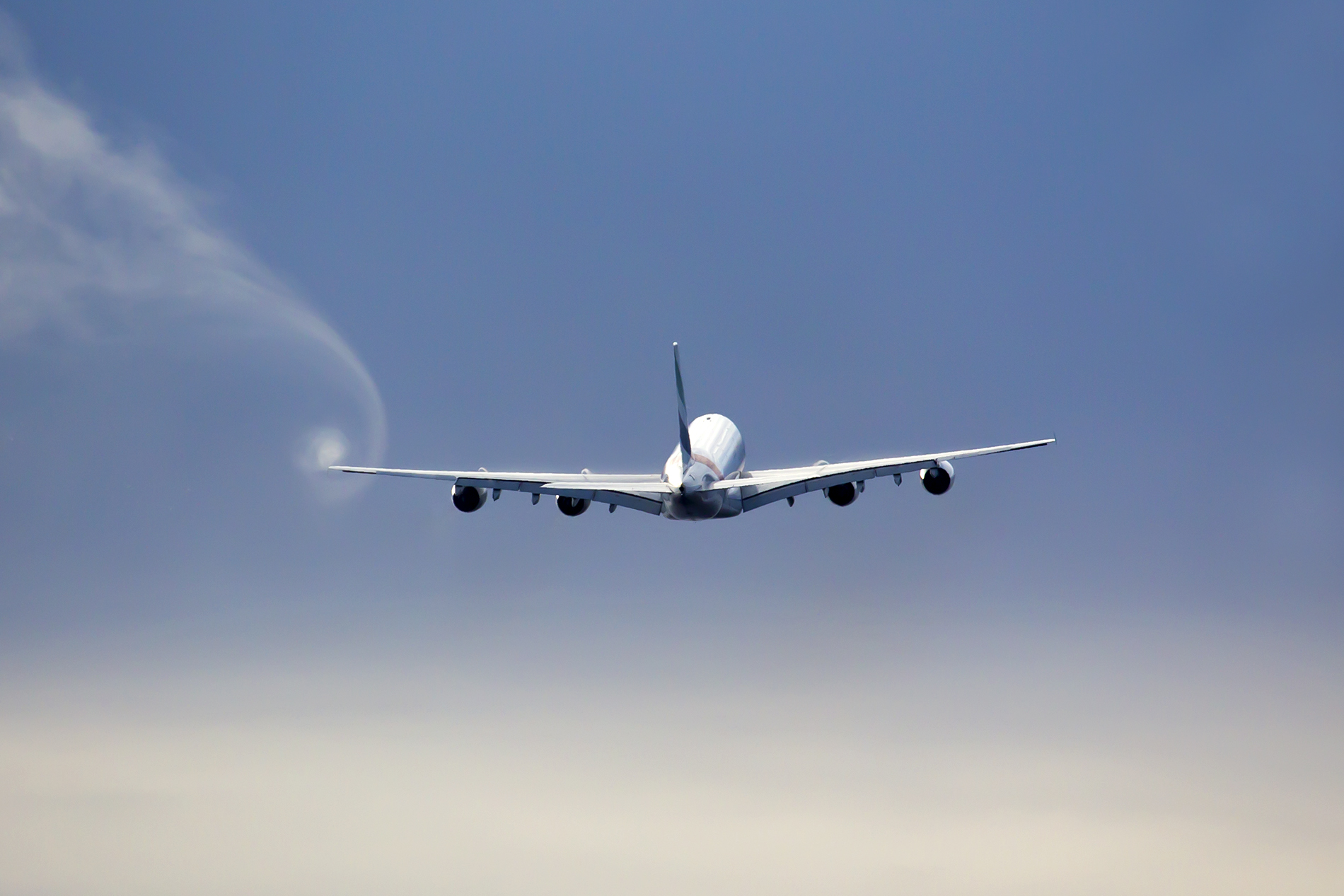
Un vortice di scia (a sinistra) generato dall'ala di un A380 in fase di decollo

Nel 2005, ICAO ha raccomandato che i criteri di separazione tra velivoli per l'A380, sia al decollo sia all'atterraggio, fossero sostanzialmente maggiori rispetto al 747, poiché i dati dei test preliminari suggerivano la generazione di una turbolenza di scia maggiore. Questi criteri rimasero in vigore mentre un gruppo istituito dell'ICAO, con rappresentanti di JAA, Eurocontrol, FAA e Airbus, perfezionava alcuni studi sui vortici di scia generati dal quadrimotore Airbus con ulteriori test di volo. Nel settembre 2006, il gruppo di lavoro ha presentato le sue prime conclusioni all'ICAO.
Nel novembre 2006, ICAO ha emesso raccomandazioni provvisorie. La distanza tra un velivolo e un Airbus A380 deve essere di:
- 6 nmi (11 km), se l'altro aereo è di tipo "heavy";
- 8 nmi (15 km), se l'altro aereo è di tipo "medium";
- 10 nmi (19 km), se l'altro aereo è di tipo "light".

Normalmente, la distanza tra un velivolo e un altro di tipo "heavy", la tipologia più grande presente prima dell'introduzione dell'A380, è di:
- 4 nmi (7,4 km), se anche l'altro aereo è di tipo "heavy";
- 5 nmi (9,3 km), se l'altro aereo è di tipo "medium";
- 6 nmi (11 km), se l'altro aereo è di tipo "light".

L'ICAO ha raccomandato di aggiungere il termine "Super" davanti al nominativo di volo quando inizia la comunicazione con il controllo del traffico aereo, andando di fatto a creare una nuova tipologia di velivoli all'interno della classificazione della turbolenza di scia prodotta, superiore anche agli "heavy" e della quale, a oggi, l'A380 è l'unico rappresentante.
Nell'agosto 2008, ICAO ha rivisto le separazioni tra velivoli in avvicinamento, di cui uno dei due è un A380:
- 4 nmi (7,4 km) se anche l'altro aereo è di tipo "super" (un altro A380);
- 6 nmi (11 km) se l'altro aereo è di tipo "heavy" (es. un Boeing 747);
- 7 nmi (13 km) se l'altro aereo è di tipo "medium/small" (es. un Boeing 737);
- 8 nmi (15 km) se l'altro aereo è di tipo "light" (es. un Cessna 172).

#### Manutenzione
Man mano che gli A380 invecchiano, le regole di aeronavigabilità istituite dalle autorità competenti richiedono determinate ispezioni programmate presso officine autorizzate. Le dimensioni crescenti della flotta (a circa 286 nel 2020) fanno sì che la manutenzione prevista e le modifiche costino nel complesso 6,8 miliardi di USD per il periodo 2015-2020, di cui 2,1 miliardi solo per i motori. Nel 2014, Emirates ha effettuato il suo primo controllo 3C della durata 55 giorni. Durante i lunghi periodi di fermo degli A380, alcune compagnie aeree approfitteranno dell'opportunità per installare nuovi interni.

### Il mercato

#### Previsioni di mercato

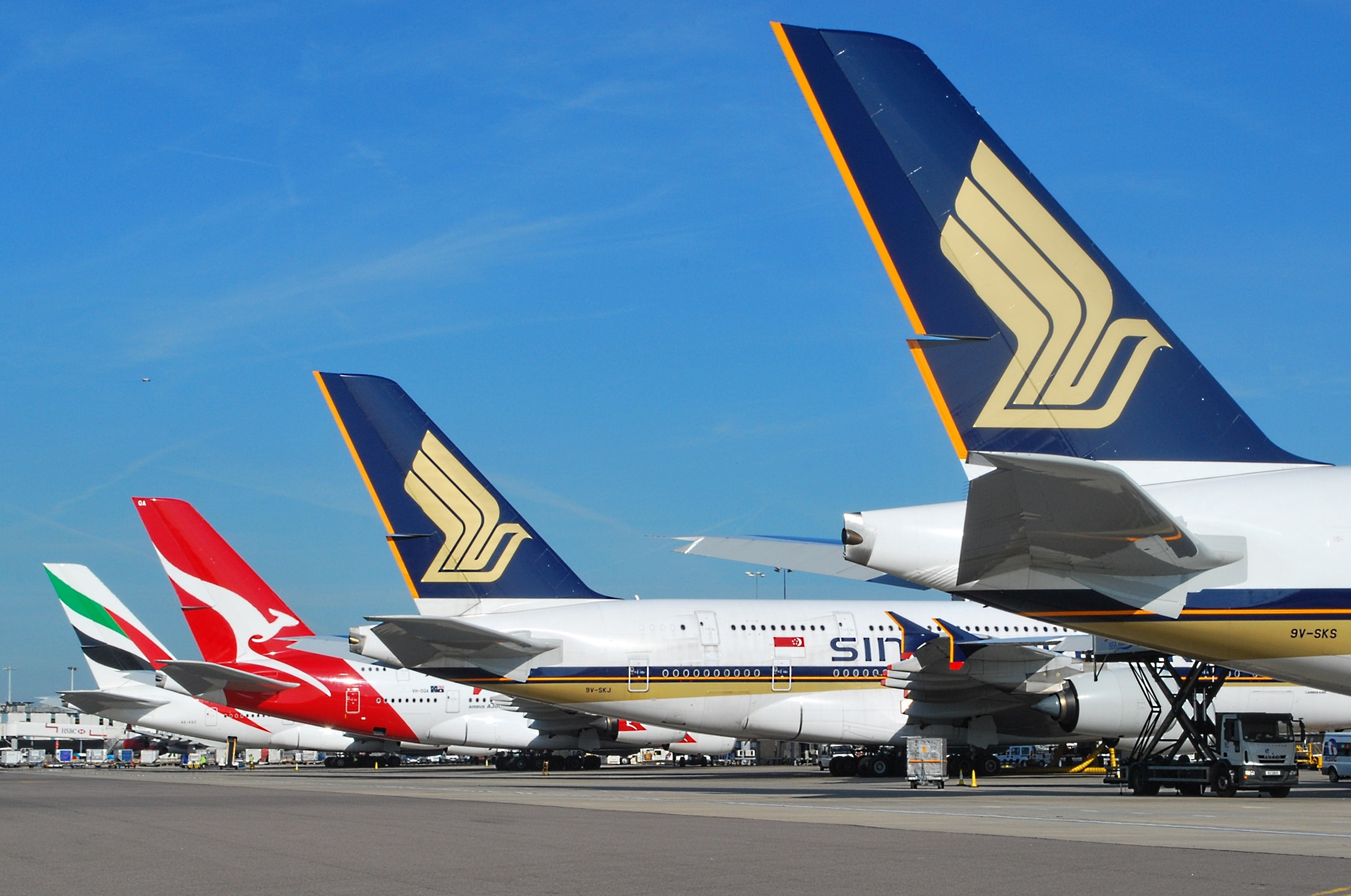
(da sinistra) A380 di Emirates, Qantas e Singapore Airlines all'aeroporto di Londra-Heathrow

Nelle previsioni di mercato globale del 2000, Airbus stimò la domanda di 1 235 aerei passeggeri di grandi dimensioni (VLA - Very Large Aircraft) con oltre 400 posti a sedere: 360 fino al 2009 e 875 entro il 2019. Le stime per il totale su un periodo di 20 anni variarono da 400 a oltre 1 700.
Nel 2007, Airbus stimò una domanda di 1 283 VLA nei successivi 20 anni se la congestione aeroportuale fosse rimasta costante, fino a 1 771 VLA in caso di aumento, con la maggior parte delle consegne (56%) in Asia-Pacifico e 415 aerei cargo di grandi dimensioni. Per lo stesso periodo, Boeing stimava la domanda di 590 aerei passeggeri di grandi dimensioni (B747 o A380) e 630 cargo.

#### Frequenza e capacità
Nel 2013, Cathay Pacific e Singapore Airlines dovevano bilanciare frequenza e capacità. China Southern Airlines lottò per due anni con Air China per usare i suoi A380 da Pechino, e alla fine ha ricevuto Boeing 787 nella sua base a Guangzhou. Nel 2013, Air France ha ritirato l'A380 operante sulla tratta tra Singapore e Montréal, per passare ad aeromobili più piccoli.
Nel 2014, British Airways ha sostituito i tre 777 in volo tra Londra e Los Angeles con due A380 al giorno. Tim Clark, uno dei dirigenti di Emirates, ha visto un grande potenziale per l'A380 tra gli utenti asiatici. Dato che molti viaggiatori d'affari preferiscono voli più frequenti su aerei più piccoli che voli meno frequenti su più grandi aeromobili, United Airlines ha osservato che l'A380 "non fa davvero per noi". La compagnia americana utilizza Boeing 787 che operano a un costo di viaggio inferiore.
Al lancio dell'A380 nel 2005, la maggior parte delle rotte Europa-Asia e transpacifiche erano operate con pochi voli giornalieri effettuati da Boeing 747-400. Proprio in quegli anni, le rotte hanno cominciato a proliferare e la maggior parte delle compagnie aeree a ridimensionarsi, permettendo frequenze di voli più alte. L'enorme capacità offerta da ogni volo ha eroso il rendimento: il Nord America è stato visto come il potenziale 17% del mercato per l'A380, ma l'enorme quadrimotore non si è mai materializzato come sostituto del 747, con solo 15 747 rimasti in servizio passeggeri nel novembre 2017 per rotte transpacifiche. Il tempo ha cambiato il mercato, e le maggiori compagnie aeree statunitensi hanno limitato la capacità e sottolineando invece l'importanza delle frequenze per il traffico aziendale, con velivoli di medie dimensioni come il 787, per ottenere rendimenti più elevati; l'attenzione è rivolta ai profitti, con una quota di mercato ceduta ai vettori asiatici.

#### Produzione
Nel 2005, erano necessarie 270 vendite per raggiungere il pareggio e, con 751 consegne previste, il suo tasso interno di prospettive di rendimento era del 19%, ma a causa di interruzioni nella crescita che portavano a sovraccarichi e consegne in ritardo, è diminuito al 13% e le vendite necessarie per raggiungere il pareggio sono aumentate a 420 nel 2006. Nel 2010, il direttore finanziario di EADS, Hans Peter Ring, ha affermato che il punto di pareggio potrebbe essere raggiunto entro il 2015, al raggiungimento di 200 consegne. Nel 2012, Airbus ha chiarito che i costi di produzione dell'aeromobile sarebbero inferiori al suo prezzo di vendita.
L'11 dicembre 2014, il direttore finanziario di Airbus, Harald Wilhelm, ha suggerito la possibilità di terminare il programma nel 2018, deludendo il presidente di Emirates, Tim Clark. Di conseguenza, il valore delle azioni di Airbus è calato di oltre il 10%. Airbus ha risposto alle proteste minimizzando la possibilità che il progetto dell'A380 fosse accantonato, sottolineando invece che migliorare l'aereo era uno scenario più probabile. Il 22 dicembre 2014, mentre il jet stava per raggiungere il pareggio, l’AD di Airbus Fabrice Brégier ha escluso di annullarlo.
Dieci anni dopo il suo primo volo, Brégier affermò che il velivolo era "quasi certamente stato introdotto con dieci anni di anticipo".  Pur non perdendo più denaro per ogni aereo venduto, Airbus ha ammesso che la compagnia non recupererà mai gli investimenti da 25 miliardi di USD investiti nel progetto.
Airbus, seguendo la previsione di 1 400 richieste di VLA in 20 anni, mirava a garantire una quota del 50%, fino a 700 unità, ma in dieci anni aveva consegnato solo 215 aerei. Dato che Boeing vedeva il mercato VLA come troppo piccolo per essere mantenuto nelle sue previsioni, il suo vicepresidente marketing, Randy Tinseth, non credeva che Airbus avrebbe mai costruito il resto degli aeromobili arretrati.
Richard Aboulafia ha previsto la fine del progetto per il 2020, con perdite spiacevoli dovute ad "arroganza, analisi di mercato scadente, nazionalismo e semplice pio desiderio". Nel 2017, la flotta di A380 ha superato il numero di Boeing 747 passeggeri rimanenti, che erano diminuiti da 740 velivoli quando l'A380 fu lanciato nel 2000, a 550 unità quando l'A380 fu introdotto nel 2007, a circa 200 dieci anni dopo. Tuttavia, la battaglia per la quota di mercato si è spostata su aerei bimotore di nuova generazione da 300 posti.

#### Costi
Al 2016, il prezzo di listino di un A380 era di 432,6 milioni di dollari americani. Gli sconti negoziati hanno reso i prezzi effettivi molto più bassi e gli esperti del settore si sono chiesti se il progetto A380 si sarebbe mai "ripagato da solo". Il primo aereo fu noleggiato a Singapore Airlines nel 2007 per 197 milioni di dollari americani.
AirInsight stima il suo costo orario a 26 000 dollari americani, ovvero circa 50 USD all'ora per posto (per 520 posti), rispetto ai 44 USD orari per posto di un Boeing 777-300ER e ai 90 USD orari per posto di un Boeing 747-400 a novembre 2015. Data la sua grande superficie alare e di coda per consentire un allungamento e un elevato peso a vuoto per posto, il suo vantaggio in termini di costi unitari si è annullato, e l'Airbus A350-1000 e il Boeing 777-9X saranno più economici.

#### Altre informazioni
A partire dalla metà del 2015, diverse compagnie aeree hanno espresso il loro interesse a vendere i loro aerei, in parte in coincidenza con la scadenza dei contratti di noleggio dell'aeromobile. Numerosi A380 in servizio sono stati offerti in noleggio ad altre compagnie aeree. Il suggerimento ha sollevato preoccupazioni sul potenziale di nuove vendite per Airbus, sebbene queste siano state respinte dal COO John Leahy che ha dichiarato che "gli A380 usati non competono con i nuovi A380", affermando che il mercato dell'usato è più interessante per i pezzi di ricambio.
Dopo che Malaysia Airlines non è stata in grado di vendere o noleggiare i suoi sei A380, ha deciso di rinnovare il contratto con posti a sedere per 700 persone e trasferirli a una compagnia aerea sussidiaria per voli di pellegrinaggio religioso.

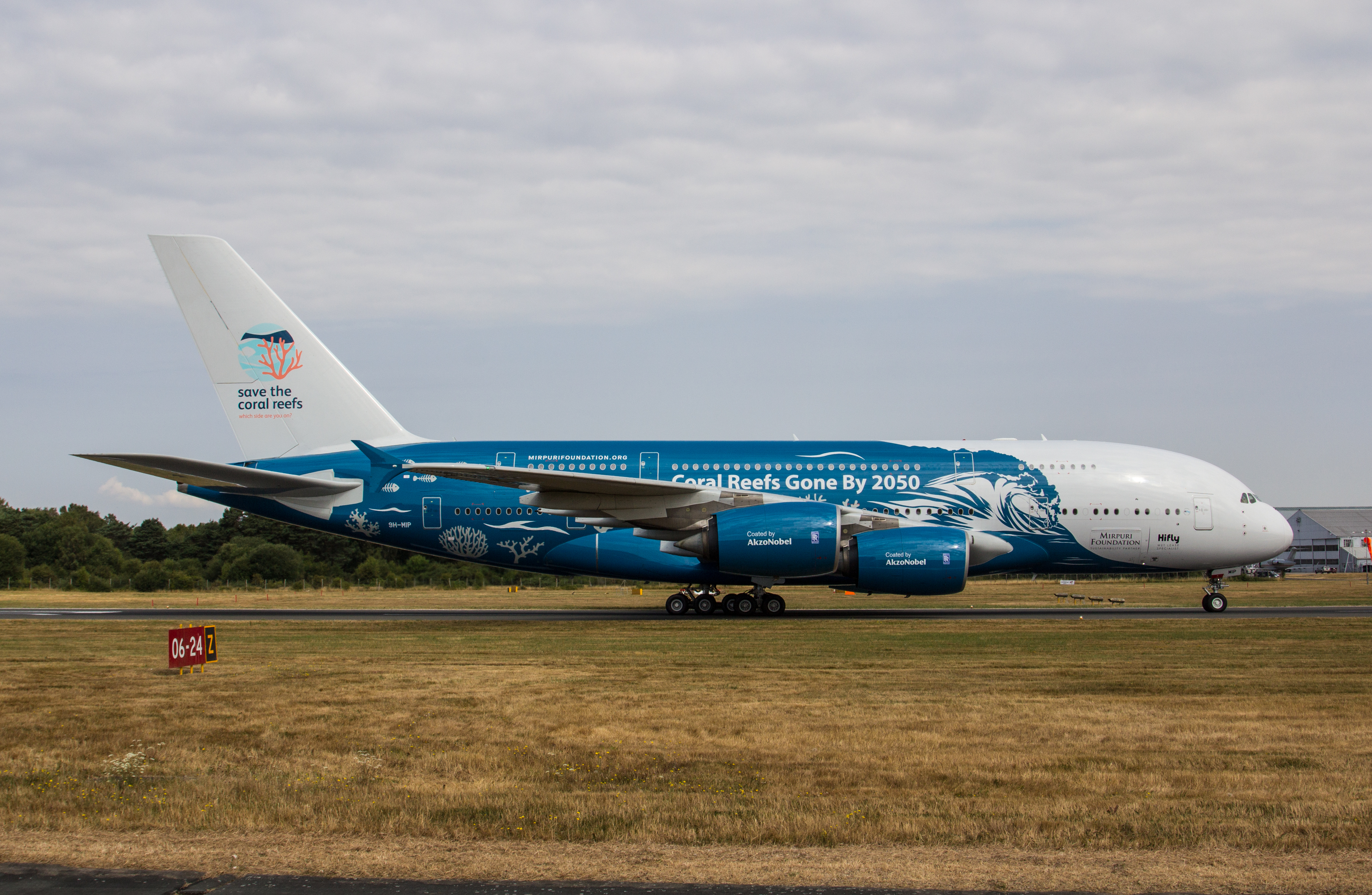
Un A380 di Hi Fly alla mostra internazionale e esposizione di volo di Farnborough

Nell'agosto 2017 è stato annunciato che Hi Fly avrebbe noleggiato due aeromobili usati. La compagnia charter portoghese avrebbe utilizzato l'aeromobile per mercati in cui è necessaria una capacità elevata e aeroporti a basse frequenze. Il primo aereo doveva iniziare le operazioni commerciali durante il primo trimestre del 2018. Gli aerei avevano una configurazione da 471 posti: 399 sul ponte principale, 60 in business class e 12 posti di prima classe sul ponte superiore, la stessa di Singapore Airlines. Hi Fly ha utilizzato per la prima volta uno dei suoi A380 il 1º agosto 2018 per consentire a Thomas Cook Airlines di rimpatriare i passeggeri da Rodi a Copenaghen a seguito di problemi informatici nell'aeroporto greco. Lo stesso velivolo è stato poi noleggiato da Norwegian per operare il servizio serale Londra-New York per diverse settimane nell'agosto 2018, allo scopo di coprire i buchi lasciati dai suoi Boeing 787 colpiti da malfunzionamenti ai motori Trent 1000; Air Austral ha firmato un accordo noleggiare un A380 da Hi Fly mentre uno dei suoi 787 è stato messo a terra per tre mesi di ispezioni, anch'esso per problemi ai propulsori Trent 1000. A dicembre 2019, Hi Fly usufruisce in leasing di un A380 usato.

#### Smontaggio e mercato di seconda mano
Con quattro A380 noleggiati a Singapore Airlines restituiti poi tra ottobre 2017 e marzo 2018, si temeva un mercato post-vendita debole e si stava valutando la demolizione, anche se sono in vendita per una conversione di business jet, ma d'altra parte Airbus vedeva un potenziale per le compagnie aeree africane e cinesi, voli charter per l'Hajj e i suoi grandi operatori del Golfo. Un A380 può valere da 30 a 50 milioni di dollari americani, se è a metà-vita. Gli specialisti dello smantellamento hanno rifiutato le offerte di diversi aeromobili a prezzi ribassati, poiché un mercato secondario richiederebbe dai 30 ai 40 milioni di dollari americani per una ristrutturazione, e per essere praticabile dovrebbe essere compreso tra i 20 e i 30.
Quando gli aerei furono proposti a BA, Hi Fly e Iran Air, British Airways non voleva sostituire i suoi Boeing 747 fino al 2021, Iran Air si trovava in una situazione di incertezza politica e Hi Fly non era convinta dell'affare. Di conseguenza, il 28 giugno 2018, Dr. Peters Group ha raccomandato ai suoi investitori di vendere le parti dell'aeromobile tramite VAS Aero Services entro due anni per un valore di 45 milioni di dollari. Alcune parti, come componenti per il carrello di atterraggio o per l'APU, sono state vendute rapidamente. Il leasing dei motori Rolls-Royce Trent 900 ha generato introiti per 480 000 USD mensili per ogni aereo, prima che i turboventola fossero venduti nel 2020. Con un fatturato totale di 80 milioni di USD per aereo, il rendimento complessivo previsto è del 145-155%, mentre il 72% e 81% del loro debito era già stato ripagato.
Il quinto aereo di ritorno da SIA, di proprietà di Doric, è stato noleggiato da Hi Fly Malta con un periodo di leasing di "quasi 6 anni". Hi Fly Malta è diventato il primo operatore di A380 di seconda mano (Airbus MSN006, SIA 9V-SKC); l'aereo ora porta un numero di registrazione maltese, 9H-MIP. La Norwegian Long Haul ha noleggiato brevemente tale A380 nell'agosto 2018, per sostituire temporaneamente i suoi 787 affetti da problemi ai motori. Norwegian ha noleggiato di nuovo l'A380 alla fine del 2018 per aiutare a gestire l'arretrato di passeggeri a seguito dell'incidente dei droni all'aeroporto di Londra-Gatwick.
Altre due velivoli sono tornati da Singapore Airlines nelle settimane successive (giugno 2018) ma avrebbero potuto essere rimandati a una compagnia di bandiera asiatica esistente.
I primi due A380 consegnati a Singapore Airlines (MSN003 e MSN005, SIA 9V-SKA e 9V-SKB) volarono a Tarbes, in Francia, per essere demoliti. I loro motori e alcuni componenti sono stati smontati e rimossi, la livrea è stata dipinta di bianco.
A partire da settembre 2019, Emirates ha avviato il piano di pensionamento per i suoi A380 - che li vedrà comunque rimanere in servizio almeno fino al 2035 - ritirando due velivoli che avrebbero dovuto essere sottoposti a una profonda revisione e utilizzandoli come "donatori di parti" per il resto della flotta. Emirates non vede alcuna domanda nel mercato di seconda mano, ma in ogni caso ne è indifferente in quanto gli aerei "pensionati" sono già stati completamente svalutati e non hanno alcun valore residuo. Man mano che altri aeromobili verranno ritirati, saranno utilizzati per recuperare pezzi di ricambio per quelli ancora in funzione, mentre quelli noleggiati verranno restituiti ai locatori.

### Miglioramenti e aggiornamenti
Nel 2010, Airbus ha annunciato un nuovo standard di costruzione per l'A380, che incorpora una struttura rinforzata della cellula e un aumento di 1,5° nello svergolamento alare. Airbus offrirà inoltre, come opzione, un peso massimo al decollo migliorato, fornendo così un migliore carico utile/prestazioni di autonomia. Il peso massimo al decollo è aumentato di 4 tonnellate, raggiungendo le 573, e la portata viene estesa di 190 miglia nautiche (350 km); ciò si ottiene riducendo i carichi di volo, in parte ottimizzando le leggi di controllo fly-by-wire. Nel 2013, British Airways ed Emirates sono stati i primi due clienti ad aver ricevuto questa variante. Emirates, intorno al 2020, ha chiesto un aggiornamento ai motori per rendere l'aeromobile competitivo con il Boeing 777X.

### Problemi post-consegna
Durante le riparazioni a seguito dell'incidente al motore del volo Qantas 32, sono state scoperte delle crepe nei raccordi delle ali. Di conseguenza, nel gennaio 2012 l'Agenzia europea per la sicurezza aerea ha emesso una direttiva di aeronavigabilità che riguardava 20 A380 che avevano accumulato oltre 1 300 voli. Gli A380 con meno di 1 800 ore di volo dovevano essere ispezionati entro 6 settimane o 84 voli; gli aeromobili con oltre 1 800 ore di volo dovevano essere esaminati entro 4 giorni o 14 voli. I raccordi con crepe sono stati tutti sostituiti. L'8 febbraio 2012, i controlli sono stati estesi per coprire tutti i 68 A380 in servizio. Il problema è stato considerato minore e non avrebbe dovuto influire sulle operazioni. EADS ha riconosciuto che il costo delle riparazioni sarebbe ammontato a oltre 130 milioni di dollari americani, a carico del costruttore. La società ha dichiarato che il problema è riconducibile allo stress e al materiale utilizzato per i raccordi. Inoltre, le principali compagnie aeree hanno chiesto un risarcimento ad Airbus per le entrate perse a causa della successiva messa a terra delle flotte. La produzione è passata a un diverso tipo di lega di alluminio, la 7010, pertanto, gli aeromobili consegnati dal 2014 in poi, non presentano questo tipo di problema.
Sono stati cambiati circa il 10% di tutti i portelloni, a causa di alcune perdite di aria durante i voli. Un evento di questo tipo ha provocato la caduta delle maschere di ossigeno e il successivo atterraggio di emergenza di un velivolo di Singapore Airlines. Le sostituzioni sono costate ad Airbus oltre 100 milioni di euro.

### Ulteriore proseguimento del programma

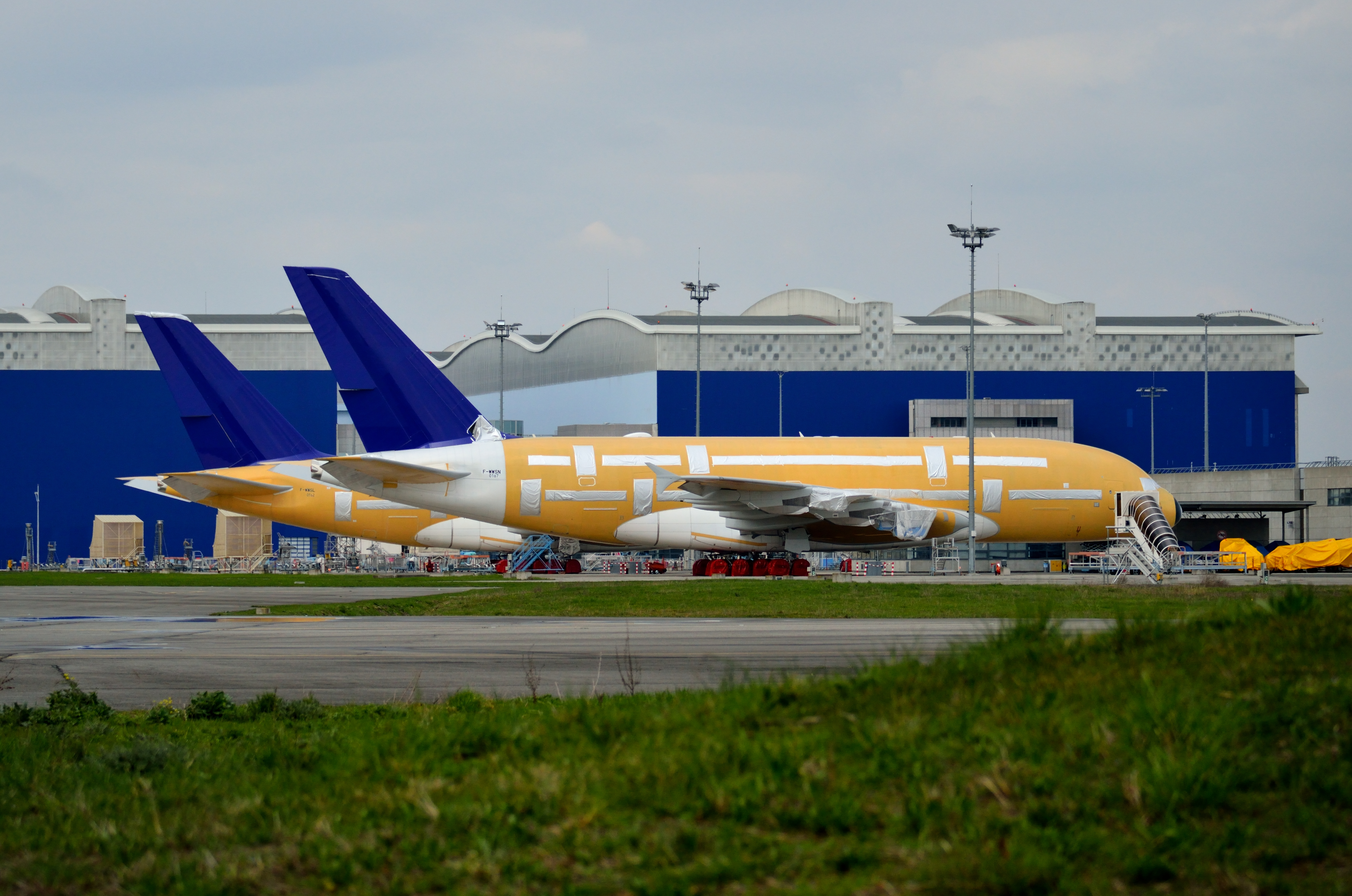
Due A380 facenti parti di un ordine poi cancellato da Skymark Airlines

Al Farnborough Airshow di luglio 2016, Airbus ha annunciato che in un "passo prudente e proattivo", a partire dal 2018, prevedeva di consegnare 12 A380 all'anno, in calo rispetto alle 27 consegne del 2015. Il costruttore ha anche avvertito che la produzione sarebbe potuta ricadere "in inchiostro rosso" (è così definita un'attività non redditizia) per ciascun aeromobile prodotto, nonostante prevedesse guadagni per il biennio 2016-2017.
Dato che Airbus prevedeva di costruire 15 aerei nel 2017 e 12 nel 2018, il presidente di Airbus Commercial Aircraft, Fabrice Brégier, ha dichiarato che, senza ordini nel 2017, la produzione sarebbe stata ridotta al di sotto di una macchina al mese, rimanendo comunque redditizia per unità e consentendo al programma di continuare per 20 o 30 anni. Nel suo rapporto semestrale del 2017, Airbus ha adeguato le consegne del 2019 a otto aerei. Nel novembre 2017, il suo amministratore delegato, Tom Enders, era fiducioso che la compagnia avrebbe prodotto A380 almeno fino al 2027 con ulteriori vendite a venire, e lo avrebbe ulteriormente sviluppato per mantenerlo competitivo oltre il 2030. L'attività era redditizia a un tasso di 15 aeromobili all'anno, e sta cercando di ridurre ulteriormente il pareggio, ma, a solo 8 macchine all'anno, subirà forti perdite.
Un ordine di Emirates per 36 A380 avrebbe garantito la produzione oltre il 2020, ma la compagnia aerea voleva garanzie che la produzione sarebbe stata mantenuta per dieci anni, fino al 2028: ridurre la produzione a sei all'anno avrebbe aiutato a colmare quel periodo e sostenere valori di seconda mano mentre altri acquirenti venivano contattati, ma il programma sarebbe stato comunque non redditizio. Se non fosse riuscito a vincere l'ordine degli Emirati, Airbus affermò che era pronta a cessare gradualmente la sua produzione man mano che soddisfaceva gli ordini rimanenti fino agli inizi del 2020. Nel gennaio 2018, Emirates ha confermato l'ordine per 36 A380, ma l'accordo è stato rimesso in discussione nell'ottobre 2018 a causa di un disaccordo in merito al consumo di carburante dei motori.
Per estendere il programma, Airbus ha offerto alla Cina un ruolo produttivo all'inizio del 2018. Mentre le compagnie aeree cinesi di proprietà statale avrebbero potuto ordinare A380, ciò non avrebbe aiutato il loro basso rendimento; inoltre non avevano bisogno di più volume, in quanto gli aerei a fusoliera larga erano già utilizzati su rotte domestiche.
Dopo aver raggiunto l'efficienza per sostenere la produzione a un livello inferiore, nel 2017 Airbus ha consegnato quindici A380 ed è stato "molto vicino" al punto di pareggio della produzione, aspettandosi di risparmiare riducendo ulteriormente la produzione: si prevedeva di consegnarne dodici nel 2018, otto nel 2019 e sei all'anno dal 2020 in poi, con perdite "digeribili".

### Cessazione della produzione
Negli anni, la richiesta dalle compagnie di ordini dell'Airbus A380 è diminuita sensibilmente, portando il costruttore a corteggiare i suoi più fedeli utilizzatori per nuovi ordini. I costi elevati della macchina per gli operatori e la comparsa sul mercato di nuovi, più efficienti aerei prodotti anche dalla stessa Airbus, come gli Airbus A330neo o gli Airbus A350, hanno portato gli operatori stessi a investire su prodotti differenti, convertendo i propri ordini di A380. Nel 2019, con la cancellazione da parte di Qantas di otto ordini e la decisione di Emirates di convertire parte dei propri ordini nei nuovi A330-900neo e A350, Airbus ha annunciato ufficialmente il 14 febbraio la cessazione della produzione dell'Airbus A380 a partire dal 2021, con la consegna degli ultimi esemplari a Emirates, per mancanza di ordini a sostegno della continuazione del progetto. Emirates, principale operatore al mondo di A380, prevede nel 2021 una flotta complessiva di 123 esemplari contro i 162 pianificati precedentemente. Nel 2019, Air France è stata la prima compagnia a ritirare un A380. Nel 2020, Air France è la prima compagnia aerea europea a ritirare tutti gli A380 dalla sua flotta.

### Incidenti

#### In volo
- 4 novembre 2010: il volo Qantas 32, primo Airbus A380 della compagnia australiana Qantas, fu coinvolto in un incidente aereo senza che ci fossero vittime tra i 433 passeggeri e i 26 membri dell'equipaggio a bordo. L'Airbus aveva da poco effettuato il decollo da Singapore quando il motore 2 ebbe un'avaria ed esplose in volo.[205] L'aereo riuscì a ritornare all'aeroporto di partenza, atterrando alla velocità di 288 km/h e fermandosi circa 150 metri prima della fine della pista, in un tempo pari a circa 60 secondi. Ci furono ulteriori problemi anche ad aereo fermo, in quanto dalla semiala di sinistra fuoriusciva del carburante che, a contatto con i freni dei carrelli, surriscaldati, poteva provocare un incendio. I piloti decisero quindi di non evacuare i passeggeri dal velivolo, in quanto ritenevano che l'aria all'esterno fosse troppo tossica. Infine, dopo che il primo motore fu spento grazie al versamento al suo interno della schiuma antincendio, le oltre 400 persone a bordo dell'aereo poterono scendere in totale sicurezza.
La Rolls-Royce ha individuato la causa dell'incidente in una perdita d'olio,[206][207] causata da un piccolo tubo avente uno spessore troppo ridotto, e di conseguenza si è impegnata a sostituire tutti i 40 Rolls-Royce Trent 900 dei velivoli che montavano i suoi motori.[208]
- 2 luglio 2014: sul volo QF94 della Qantas è stato riscontrato un problema a una tubatura dell'acqua potabile che ha allagato il piano superiore dell'aereo. A un'ora dal decollo, il volo diretto a Melbourne è dovuto rientrare all'aeroporto di Los Angeles. Non ci sono stati né feriti né vittime.[209]
- 26 giugno 2015: il volo EK415 di Emirates ha effettuato un atterraggio di emergenza all'Aeroporto Internazionale Bandaranaike in Sri Lanka. Era un volo regolare, che eseguiva la rotta Sydney-Dubai, quando intorno alle 3:45 (ora locale), l'aereo ha dovuto eseguire questo atterraggio a causa di un problema tecnico. Tutti i 500 passeggeri sono stati fatti sbarcare e hanno trascorso la notte in alcuni hotel pagati dalla compagnia. Infine, sono ripartiti per Dubai con un aereo della stessa compagnia.
- 29 giugno 2017: il volo QF-93 della compagnia aerea Qantas partito da Melbourne diretto a Los Angeles ha dovuto effettuare un atterraggio di emergenza all'Aeroporto Internazionale di Sydney a causa di una perdita di olio da uno dei quattro motori (Trent 972). La compagnia aerea ha riferito che l'equipaggio ha subito ridotto la potenza del motore in avaria, ed è atterrato in sicurezza sulla pista di Sydney (34L) circa due ore dopo il decollo. Il motore è stato subito riparato e l'aereo è riuscito a ripartire verso la sua destinazione dopo circa due ore e 45 minuti fermo a terra. Ha così poi raggiunto la sua destinazione di Los Angeles con un ritardo di circa cinque ore.
- 30 settembre 2017: il volo Air France 66 decollato da Parigi diretto a Los Angeles ha dovuto effettuare un atterraggio d'emergenza in Canada a Goose Bay per un'avaria grave e non contenuta del motore n. 4 della Engine Alliance GP7000. L'intera ventola e la presa d'aria con la sezione anteriore della cappottatura si sono distaccate dal motore esterno di destra.

#### Inconvenienti a terra
- 11 aprile 2011: all'aeroporto di New York-JFK, l'aereo registrato F-HPJD del volo AF007 New York-Parigi dell'Air France ha agganciato un Delta CRJ-700 durante la fase di rullaggio verso la pista.
- 20 giugno 2011: analogo incidente ha visto un altro Airbus A380, il secondo prototipo registrato F-WWDD, presso Le Bourget, vicino a Parigi, durante la 49ª edizione del salone aeronautico. L'aletta di estremità dell'ala destra dell'aereo è stata seriamente danneggiata mentre erano in corso manovre lungo le vie di rullaggio dell'aeroporto, avendo urtato contro l'edificio posto lateralmente alla via di rullaggio che ospita la Embraer.
- 19 dicembre 2011: il volo della Qantas da Singapore a Melbourne interruppe il decollo, fermandosi oltre un'ora sulla pista. Rientrato al terminal, gli oltre 400 passeggeri vennero fatti sbarcare. La causa dell'aborto della fase di decollo fu riscontrata in un problema tecnico al gruppo di ruote anteriori. Dopo circa cinque ore, i tecnici dell'Airbus terminarono la riparazione consentendo all'aeromobile di proseguire.

#### Problemi vari
- Nel 2012, per la seconda volta sono state scoperte delle microfessure nelle due semiali del velivolo. La scoperta, emersa dalle periodiche manutenzioni, è stata comunicata dalla società costruttrice all'EASA, l'agenzia europea di sicurezza del volo; le anomalie riguardano alcuni punti di connessione con il rivestimento esterno, causate dalle grandi sollecitazioni che l'aeroplano sopporta durante il volo, le quali non si devono manifestare affinché la tenuta di volo sia perfetta. È stato subito precisato, però, che quanto rilevato non impedisce all'aereo di volare normalmente. Sarà proprio l'agenzia a valutare quali interventi dovranno essere effettuati per garantire la piena sicurezza dell'aeroplano.[210]

## Versioni
Le versioni prodotte dell'Airbus A380 sono tre, le due della serie 840 (841 e 842) e l'unica della serie 860 (861). La differenza sta nei motori dai quali sono alimentate: la serie 840 utilizza propulsori Rolls-Royce Trent 900, mentre la 860 utilizza gli Engine Alliance GP7000.

### Varianti non prodotte

#### A380F
Originariamente Airbus accettò ordini per la variante cargo, offrendo la più grande capacità di carico utile di qualsiasi aereo cargo in produzione, superato solo dall'Antonov An-225 Mriya. Un consulente aerospaziale ha stimato che l'A380F avrebbe avuto un'autonomia migliore e un carico utile maggiore del 7% rispetto al Boeing 747-8F, ma anche costi di viaggio più elevati. Tuttavia, la produzione venne sospesa fino alla completa stabilizzazione delle linee di produzione dell'A380, senza una data di ripartenza fissata. Nel 2015, Airbus ha rimosso l'A380F dalla gamma di aerei sul suo sito Web aziendale. Il carico utile massimo sarebbe stato di 150 tonnellate, con una portata di 5 600 miglia nautiche (10 400 km).

#### La versione allungata
Al lancio nel dicembre 2000, fu proposto un A380-200 da 656 posti in tre classi derivato dal modello base a 555 posti.
Nel novembre 2007, John Leahy, direttore delle vendite e direttore operativo di Airbus, ha confermato i piani per una variante allargata, l'A380-900, con più posti a sedere rispetto all'A380-800. L'A380-900 avrebbe avuto una capacità di posti a sedere per 650 passeggeri in configurazione standard e per circa 900 passeggeri in una configurazione solo economica. Le compagnie aeree che hanno espresso interesse per l'A380-900 includevano Emirates, Virgin Atlantic, Cathay Pacific, Air France, KLM, Lufthansa, Kingfisher Airlines, e la società di leasing ILFC. Nel maggio 2010, Airbus ha annunciato che lo sviluppo dell'A380-900 sarebbe stato posticipato fino alla stabilizzazione della produzione dell'A380-800.
L'11 dicembre 2014, durante il forum annuale dell'Airbus Investor Day, l'amministratore delegato di Airbus, Fabrice Brégier, ha annunciato polemicamente: «Un giorno lanceremo l'A380neo e un giorno l'A380 allungato.» Questa affermazione ha fatto seguito alle speculazioni scatenate dal CFO di Airbus Harald Wilhelm secondo cui Airbus avrebbe potuto tagliare la produzione di A380 in anticipo sui tempi a causa del rallentamento della domanda.

#### A380neo
Il 15 giugno 2015, Reuters ha riferito che Airbus stava discutendo una variante allungata dell'A380 con almeno sei clienti. Questo velivolo, che avrebbe potuto anche essere dotato di nuovi motori, avrebbe ospitato 50 passeggeri in più. Le consegne ai clienti erano programmate per il 2020 o il 2021. Il 19 luglio 2015, il CEO di Airbus Fabrice Brégier ha dichiarato che la società avrebbe costruito una nuova versione dell'A380 con nuove ali migliorate e nuovi motori. Le speculazioni sullo sviluppo di un cosiddetto A380neo ("neo" per "new engine option" - "nuova opzione motore") erano in corso da alcuni mesi dopo i precedenti comunicati stampa nel 2014 e nel 2015, nei quali la società stava valutando se terminare la produzione del tipo precedente nel 2018 o sviluppare una nuova variante. Successivamente è stato rivelato che Airbus stava esaminando sia la possibilità di un A380 più lungo in linea con l'A380-900 precedentemente pianificato sia una nuova versione con nuovi motori, ovvero l'A380neo. Brégier ha anche rivelato che la nuova variante sarebbe stata pronta per entrare in servizio entro il 2020. Il motore sarebbe probabilmente stato una delle tante nuove versioni di Rolls-Royce, che vanno dai derivati dell'A350 XWB-84/97 al futuro progetto Advance previsto per il 2020.
Il 3 giugno 2016, il presidente di Emirates Tim Clark ha dichiarato che i colloqui tra la compagnia e Airbus sull'A380neo erano "decaduti". Il 12 giugno 2017, Fabrice Brégier ha confermato che Airbus non avrebbe realizzato un A380neo, affermando "... non c'è nessuna opportunità commerciale per farlo, questo è assolutamente chiaro".

#### A380plus

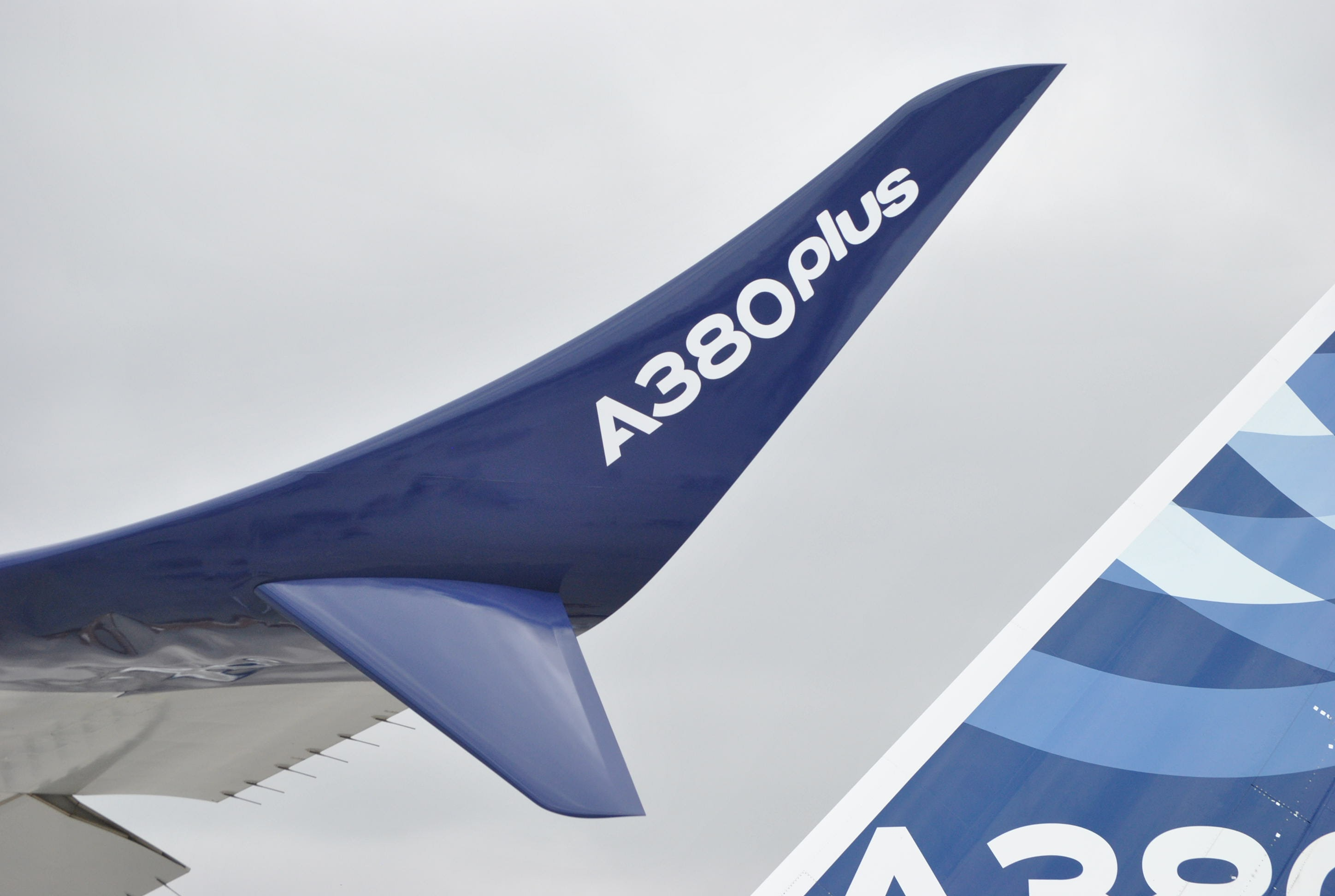
I winglet mockups dell'A380plus

All'Air Show di Parigi del giugno 2017, Airbus ha proposto una versione potenziata, l'A380plus, con costi operativi inferiori del 13% e fino a 80 posti in più attraverso un migliore utilizzo dello spazio in cabina, estremità d'ala modificate e perfezionamenti delle ali che consentono un miglioramento del 4% sul risparmio di carburante, e intervalli di manutenzione degli aeromobili più lunghi con tempi di fermo inferiori. Il suo peso massimo al decollo sarebbe stato aumentato fino a 578 tonnellate, consentendogli di trasportare più passeggeri nello stesso range di 8 200 miglia nautiche (15 200 km) o aumentare l'autonomia di 300 miglia nautiche (560 km).
Winglet mockups, alti 4,7 m, furono mostrati sul velivolo di prova MSN04 a Le Bourget. La forma dell'ala sarebbe stata modificata e la campanatura cambiata, insieme a miglioramenti alla parte superiore della fusoliera. L'intrattenimento a bordo, il sistema di gestione del volo e le pompe del carburante sarebbero stati importati dall'A350 per ridurre il peso e migliorare l'affidabilità e il risparmio di carburante. Controlli leggeri sarebbero stati necessari dopo 1 000 ore invece di 750, e si sarebbero ridotti i tempi di fermo macchina per far volare l'aereo per sei giorni in più all'anno.

## Dati tecnici

Configurazione di bordo dell'A380 a 519 posti in 3 classi: 16 first, 92 business e 411 economy

| Dati                                    | A380-800                                                                     |
| --------------------------------------- | ---------------------------------------------------------------------------- |
| Codice ICAO                             | A388                                                                         |
| Codice IATA                             | 380                                                                          |
| Equipaggio in cabina di pilotaggio      | 2 piloti                                                                     |
| Capacità massima passeggeri             | 868 (EASA) 853 (FAA)                                                         |
| Lunghezza totale                        | 72,57 m                                                                      |
| Diametro cabina                         | 5,80 m (ponte superiore) 6,50 m (ponte principale)                           |
| Diametro fusoliera                      | 7,14 m                                                                       |
| Larghezza piano orizzontale             | 30,37 m                                                                      |
| Apertura alare                          | 79,75 m                                                                      |
| Superficie alare                        | 845,0 m²                                                                     |
| Freccia alare                           | 33,5°                                                                        |
| Altezza fusoliera                       | 10,84 m                                                                      |
| Altezza totale                          | 24,27 m                                                                      |
| Passo                                   | 33,58 m (WLG) 36,85 m (BLG)                                                  |
| Peso operativo a vuoto (OEW)            | 277 000 kg                                                                   |
| Peso massimo senza carburante (MZFW)    | 372 000 kg                                                                   |
| Peso massimo durante il rullaggio (MTW) | 512 000 kg                                                                   |
| Peso massimo al decollo (MTOW)          | 510 000 kg                                                                   |
| Peso massimo all'atterraggio (MLW)      | 394 000 kg                                                                   |
| Carico utile massimo                    | 85 000 kg                                                                    |
| Capacità cargo                          | 175,2 m³                                                                     |
| Capacità massima carburante             | 323 546 L                                                                    |
| Velocità di crociera                    | 0,85 Mach (1049.58 km/h)                                                     |
| Velocità massima                        | 0,89 Mach (1.098.72 km/h)                                                    |
| Autonomia                               | 7 991 nmi (14 800 km)                                                        |
| Quota di tangenza                       | 43 100 ft (13.136 m)                                                         |
| Motori (x4)                             | EA GP7270 (A380-861) RR Trent 970B-84 (A380-841) RR Trent 972B-84 (A380-842) |
| Spinta (x4)                             | 327-357 kN 320-348 kN 320-357 kN                                             |

## Utilizzatori
Quattordici clienti hanno ordinato un totale di 251 A380, a marzo 2020. Il principale cliente è Emirates, che ne ha ordinate 123 unità.. La versione A380F ha attirato 27 ordini, prima che fossero annullati (20) o convertiti in A380-800 (7) a seguito dei ritardi di produzione e della successiva sospensione del programma.
Al Dubai Air Show del novembre 2013, dove ha ordinato 150 B777X, Emirates ha anche ordinato 50 A380, per un totale di 20 miliardi di dollari americani.
Nel 2014, Airbus ha affermato che alcuni A380 ordinati da una compagnia aerea giapponese, non menzionata, potrebbero non essere costruiti. Qantas progettò di ordinare altri otto aerei, ma congelò il suo ordine mentre la compagnia aerea ristrutturò le sue operazioni. Qantas alla fine ha annullato il suo ordine a febbraio 2019, tra i dubbi sul futuro degli A380.
Amedeo, un locatore di aeromobili che aveva ordinato 20 A380, non ha trovato clienti e alla fine ha dovuto annullare gli ordini nel 2019. Virgin Atlantic ha ordinato sei A380 nel 2011, ma non li ha mai presi in consegna; successivamente annullato l'ordine nel 2018.
A giugno 2017, Emirates aveva 48 ordini in sospeso, ma a causa della mancanza di spazio nell'aeroporto di Dubai ha rinviato 12 consegne di un anno e annullato quelle del biennio 2019-2020, in attesa di sostituire i primi dal 2021.
Alla sua 100ª cerimonia di consegna, il presidente di Emirates, Ahmed bin Saeed Al Maktoum, sperava di ordinare nuovi A380 al Dubai Air Show di novembre 2017. Emirates voleva che Airbus si impegnasse a continuare la produzione per almeno dieci anni. Il 18 gennaio 2018, Airbus ha ottenuto un accordo preliminare da Emirates per un massimo di 36 A380, da consegnare a partire dal 2020, valutato a 16 miliardi di dollari americani. Il contratto è stato firmato nel febbraio 2018, comprendente un ordine sicuro per 20 A380 e opzionale su altri 16.
All'inizio del 2019, Airbus ha confermato che stava discutendo con Emirates riguardo al contratto. Se l'unico cliente stabile dell'A380 avesse abbandonato il tipo, Airbus avrebbe interrotto la produzione del superjumbo. Emirates era in contrasto con Rolls-Royce per carenze nei risparmi di carburante dei Trent 900, e avrebbe potuto cambiare il suo ordine per 36 A380 in più piccoli A350. L'A350 avrebbe potuto anche sostituire il suo ordine provvisorio per 40 Boeing 787-10, collocato nel 2017, poiché i margini del motore sulla 787 erano insufficienti per il caldo clima di Dubai.
Il 14 febbraio 2019, Emirates ha deciso di annullare l'ordine di 39 aerei, scegliendo di sostituirli con A350 e A330neo. Airbus ha dichiarato che questa cancellazione avrebbe posto fine alla produzione dell'A380 alla consegna degli ultimi esemplari nel 2021.

Il 21 marzo 2019, All Nippon Airways ha ricevuto il suo primo dei tre A380, dipinto in livrea "Sea Turtle". Chiamato ANA Blue, questo A380 verrà utilizzato per tre voli a settimana da Tokyo a Honolulu e viceversa. Il 20 maggio dello stesso anno, Airbus ha consegnato alla compagnia giapponese il secondo velivolo, e ha programmato la consegna del terzo, e ultimo, per la metà del 2020.

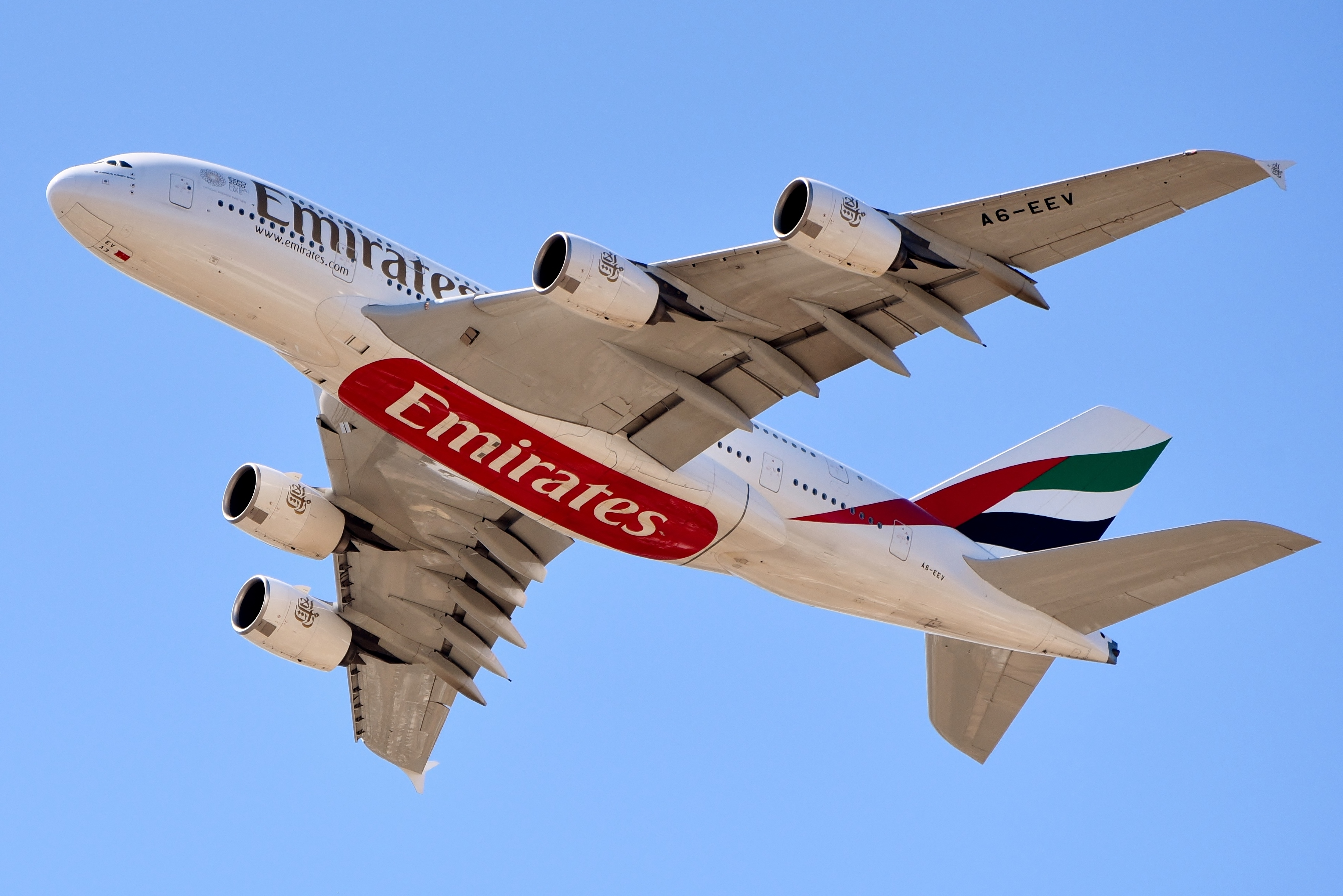
Un A380 di Emirates in volo visto da sotto. La compagnia emiratina è quella che possiede il maggior numero di questi aerei al mondo

Nel giugno 2020, Air France ha ritirato dal servizio tutti i suoi A380, effettuando l'ultimo volo il 27 giugno sopra i cieli della Francia, in formazione con un Airbus A350 XWB.
Ad aprile 2025, dei 251 esemplari consegnati, 191 sono operativi. L'Airbus A380 non è più in produzione, tutti i velivoli ordinati sono stati consegnati.
Gli utilizzatori sono:
- Emirates (116 esemplari)
- British Airways (12 esemplari)
- Singapore Airlines (12 esemplari)
- Korean Air (10 esemplari)
- Qantas (10 esemplari)
- Lufthansa (8 esemplari)
- Qatar Airways (8 esemplari)
- Asiana Airlines (6 esemplari)
- Etihad Airways (4 esemplari)
- All Nippon Airways (3 esemplari)